# Iósif Stalin
Iósif Vissariónovich Dzhugashvili, más conocido como Iósif Stalin o José Stalin (Gori, 6 de diciembrejul./ 18 de diciembre de 1878greg.-Moscú, 5 de marzo de 1953), fue un político, militar, revolucionario y dictador soviético de origen georgiano, secretario general del Partido Comunista de la Unión Soviética entre 1922 y 1952, y presidente del Consejo de Ministros de la Unión Soviética entre 1941 y 1953. Aunque inicialmente presidía un liderazgo colectivo con Lev Kámenev y Grigori Zinóviev, a los que hizo ejecutar posteriormente, hacia los años 30 ya se había convertido en líder de facto de la Unión Soviética.
Estuvo entre los bolcheviques, que impulsaron la Revolución de Octubre en Rusia en 1917, y más tarde ocupó la posición de secretario general del Comité Central del Partido Comunista Ruso (bolchevique) desde 1922hasta 1952, fecha en la cual el mismo Stalin suprimió su cargo para reducir su poder y el poder del Partido en el Estado. En mayo de 1924, después del XII Congreso del Partido Comunista de la Unión Soviética, Stalin pidió que se le permitiera dejar el cargo. Esta petición fue rechazada unánimemente, incluyendo a sus detractores. Volvió a formular esta petición tres veces más, en 1926, 1927 y 1952; las tres fueron rechazadas y tuvo que permanecer en el cargo.
Mientras que el cargo de secretario general era oficialmente electivo y no se lo consideraba como la máxima posición dentro del Estado soviético, Stalin logró utilizarlo para acaparar cada vez más poder en sus manos tras la muerte de Vladímir Lenin en 1924 y para sofocar gradualmente a todos los grupos opositores dentro del Partido Comunista. Esto incluyó a León Trotski, un teórico socialista y el principal crítico de Stalin entre los primeros líderes soviéticos, que fue primero desterrado de la Unión Soviética en 1929 y luego asesinado en México en 1940 por orden de Stalin. En tanto que Trotski fue un exponente de la revolución mundial, fue el concepto de Stalin de socialismo en un solo país el que se convirtió en principal enfoque de la política soviética.
En 1928, Stalin reemplazó la Nueva Política Económica de la década de 1920 por una economía planificada muy centralizada y por planes quinquenales que iniciaron un período de rápida industrialización y de colectivización económica en el campo. Como resultado, la Unión Soviética pasó de ser una sociedad mayoritariamente agraria a una gran potencia industrial, siendo ésta la base de su aparición como segunda mayor economía del mundo después de la Segunda Guerra Mundial. Como resultado de los rápidos cambios económicos, sociales y políticos de la época estalinista, millones de personas fueron enviadas a campos de trabajo del Gulag como castigo, y millones fueron deportadas y exiliadas a zonas remotas de la Unión Soviética. La agitación inicial en el sector agrícola interrumpió la producción de alimentos en la década de 1930 y contribuyó a la catastrófica hambruna soviética de 1932-1933. Stalin promovió el marxismo-leninismo en el extranjero a través de la Internacional Comunista y apoyó los movimientos antifascistas europeos durante la década de 1930, particularmente en la guerra civil española. En 1937, una campaña contra supuestos enemigos de su gobierno culminó en la Gran Purga, un período de represión masiva en el que cientos de miles de personas fueron ejecutadas, e incluso fueron condenados líderes del Ejército Rojo acusados de participar en complóts para derrocar el gobierno soviético.
En agosto de 1939, tras el fracaso para establecer una alianza anglo-franco-soviética, la Unión Soviética de Stalin firmó un pacto de no agresión con la Alemania nazi que dividió sus esferas de influencia en Europa Oriental. Este pacto permitió que la Unión Soviética recuperase algunos de los antiguos territorios del Imperio ruso con la invasión soviética de Polonia de 1939, la guerra de Invierno en Finlandia, la anexión de los estados bálticos, y de Besarabia y el norte de Bucovina durante la Segunda Guerra Mundial. Pero después de que Alemania violara el pacto al invadir la Unión Soviética con la operación Barbarroja en 1941, se abrió un Frente Oriental y la Unión Soviética se unió a los Aliados. A pesar de grandes pérdidas humanas y territoriales en el período inicial de la guerra, la Unión Soviética logró detener el avance del Eje en la batalla de Moscú y la batalla de Stalingrado. Finalmente, el Ejército Rojo avanzó a través de Europa en 1944-45 y capturó la capital del Tercer Reich tras la batalla de Berlín en mayo de 1945. Habiendo jugado el papel decisivo en la victoria aliada, la Unión Soviética surgió como una superpotencia reconocida después de la guerra.
Stalin encabezó las delegaciones soviéticas en las conferencias de Yalta y Potsdam, en las que se trazó el mapa de la Europa de posguerra. En los Estados satélites del bloque del Este se instalaron gobiernos de izquierda leales a la Unión Soviética. En esa época, la Unión Soviética había entrado en una lucha por el dominio global, conocida como la Guerra Fría, con los Estados Unidos. En Asia, estableció buenas relaciones con Mao Zedong en China y Kim Il-sung en Corea del Norte y de diversas maneras, la Unión Soviética de la era estalinista sirvió como modelo para la recién formada República Popular de China y la República Popular Democrática de Corea.
Al mantenerse en el poder hasta su muerte en 1953, Stalin dirigió la Unión Soviética durante el período de reconstrucción de la posguerra, marcado por el predominio de la arquitectura estalinista. El desarrollo exitoso del programa nuclear soviético permitió que el país se convirtiese en la segunda potencia mundial en armas nucleares. También se inició el programa espacial soviético. En sus últimos años, lanzó los denominados Grandes Proyectos de Construcción del Comunismo y el Gran Plan para la Transformación de la Naturaleza.
Tras su muerte, Stalin y su régimen han sido condenados en numerosas ocasiones. La más significativa de estas condenas se dio durante el XX Congreso del Partido Comunista de la Unión Soviética en 1956, cuando su sucesor, Nikita Jrushchov, denunció su legado en una famosa intervención con la que se inició un proceso de desestalinización de la Unión Soviética. Las visiones modernas de Stalin en la Federación de Rusia siguen siendo mixtas, con algunas personas viéndolo como un tirano y otras como un líder capaz. Fue nominado al Premio Nobel de la Paz de 1945 y 1948.

## Seudónimos
El nombre Stalin («hecho de acero»; derivado del ruso stal, acero, con el mismo sufijo posesivo personal in que usó Lenin) empezó a usarlo a partir de 1912, y desde octubre de 1917 se convirtió en su sobrenombre. Familiarmente, y entre sus camaradas más cercanos, era conocido como "Sosó" (diminutivo de Iósif), e incluso llegó a utilizar el pseudónimo "Soselo" para firmar sus poemas. También se refería a sí mismo como "Koba", nombre de un héroe popular de Georgia. Otros nombres que utilizó fueron Besoshvili, Nizheradze, Chízhikov, Ivánovich.

## Primeros años

### Infancia (1878-1889)

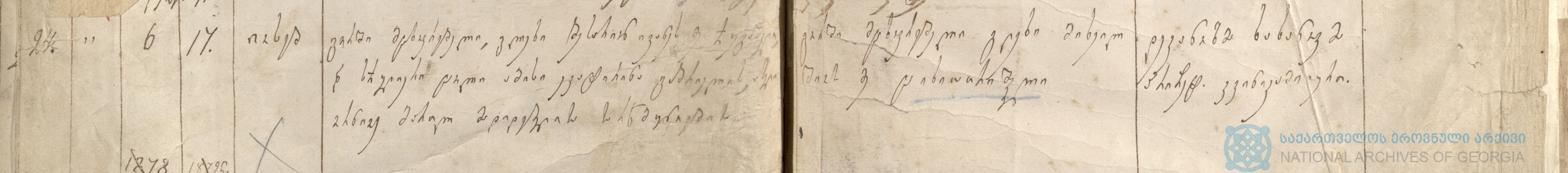
El registro de nacimiento de Stalin

Iósif Stalin nació el 18 de diciembre de 1878 en Gori, Gobernación de Tiflis del Imperio ruso (Georgia en la actualidad). Su padre, Vissarión Dzhugashvili (Besó), trabajaba de zapatero, y posteriormente en una fábrica de zapatos, y su madre, Yekaterina Gueladze (Keke), era sirvienta, siendo ambos de familias de siervos georgianos.[cita requerida] El padrino de la boda fue Yákov Egnatashvili (Koba), mercante local, y uno de los asistentes fue el padre Christopher Charkviani, ambos desempeñarían más tarde un papel significativo en la infancia de Iósif. Vissarión dejó su empleo asalariado y abrió un pequeño taller con la ayuda económica de sus amigos, incluido Egnatashvili. Desde el principio del matrimonio, corrió el rumor en Gori de que Yekaterina era una mujer promiscua. Estos rumores serían, más adelante, una fuente de inestabilidad en el matrimonio y darían lugar, a su vez, al cuestionamiento de la paternidad de Iósif. Yekaterina quedó embarazada y nueve meses después, el 14 de febrerojul./ 26 de febrero de 1875greg. nació su primer hijo, Mijaíl. Dos meses después, Mijaíl murió y Vissarión empezó a beber. Yekaterina quedó embarazada de nuevo y el 24 de diciembre de 1876jul./ 5 de enero de 1877greg. nació su segundo hijo, Guiorgui, que murió de sarampión con apenas seis meses. Finalmente, el 6 de diciembrejul./ 18 de diciembre de 1878greg. nació su tercer hijo: el pequeño Iósif (de diminutivo Sosó o Soselo).
Egnatashvili fue el padrino de los dos primeros hijos. Sin embargo, Vissarión decidió que no fuese padrino de Iósif para intentar evitar la mala fortuna de nuevo. La familia alquiló una casa de una habitación a un artesano osetio en el barrio ruso de Gori, cerca del cuartel de las tropas imperiales para las que Vissarión trabajaba. La casa tenía un sótano dónde Vissarión guardaba sus herramientas y Yekaterina acondicionó como cuarto del bebé. Yekaterina no producía leche suficiente, por lo que las mujeres de su padrino, Tsijatatrishvili, y Egnatashvili ayudaban a amamantarlo. Además, Iósif tenía una salud frágil, nació con sindactilia (dedos unidos por una membrana) en dos dedos del pie y a partir de los dos años padeció sarampión y escarlatina. Poco después, la situación de la familia comenzó a mejorar. Vissarión incorporó a dos aprendices para su taller y uno de ellos, Vanó Jutsishvili, se convirtió en un hermano de acogida para Iósif.
El problema de Vissarión con la bebida empeoró. Durante 1883 empezó a meterse en peleas de borrachos y fue apodado el Loco Besó. Vissarión se fue sumiendo en un estado de paranoia por los rumores que cuestionaban la paternidad de Iósif y empezó a tener un comportamiento agresivo contra su mujer Yekaterina y su hijo Iósif.
En torno a 1884, hubo una epidemia de viruela en Gori. Iósif contrajo la enfermedad y sobrevivió, aunque su cara quedó marcada de por vida. Ese mismo año, Vissarión vandalizó el bar de Egnatashvili y atacó al jefe de policía Davrishevi. Davrishevi ordenó a Vissarión abandonar Gori y este se fue a Tiflis a trabajar en la fábrica armenia de zapatos Adeljánov.
En 1886, Yekaterina y Iósif se mudaron al piso de arriba de la casa del Padre Charkviani, antiguo compañero de bebida de Vissarión. Yekaterina pidió a Charkviani que admitiese a Iósif en la escuela de la iglesia de Gori en el curso que empezaba en otoño. Charkviani no accedió a ello, pero permitió que Iósif estuviese presente en las clases de ruso que los hijos adolescentes de Charkviani daban a su hermana pequeña.[cita requerida] En 1888, Iósif ingresó en la escuela parroquial para hacer el programa educativo obligatorio en Georgia, de dos años. Su nivel de ruso por entonces le permitió acabar el programa en un año y, en 1889, comenzó su educación formal en un programa de cuatro años, donde destacó como estudiante y por su voz al cantar.

### Adolescencia (1890-1894)

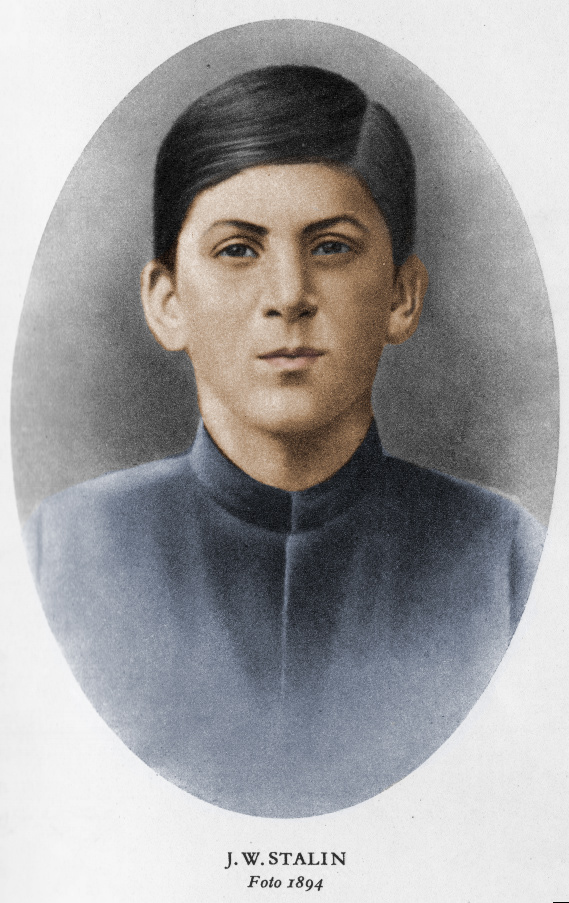
Stalin durante su adolescencia, hacia 1894

El 6 de enero de 1890, durante la celebración de la epifanía, Iósif fue atropellado por un faetón. Esto afectó su forma de andar. Vissarión llevó a Iósif a Tiflis para que recibiera tratamiento médico. Una vez Iósif estuvo recuperado, Vissarión lo llevó a la fábrica Adeljánov para que trabajase con él como aprendiz. Esto era común en Tiflis, donde muchos trabajadores llevaban a sus hijos a las fábricas.
Mientras tanto, Yekaterina presionó a sus conexiones en la Iglesia ortodoxa georgiana para que Iósif se incorporase a la escuela al comienzo del siguiente curso escolar en septiembre de 1890. Finalmente lo consiguió y Iósif volvió a Gori para ir a la escuela, a pesar de que Vissarión se negó a ayudar económicamente. Poco después, Iósif fue expulsado por el impago de la matrícula de 25 rublos. Yákov Egnatashvili pagó la deuda y se convirtió en un padre sustituto para Iósif. En ese periodo, Iósif comenzó a hacerse llamar Koba. Desde entonces será su pseudónimo más conocido después de Stalin. Koba era el nombre de un montañés legendario de Georgia, protagonista de la novela El Parricida, y también el diminutivo de Yákov Egnatashvili.
Iósif fue un estudiante ejemplar y por ello se le concedió una beca para sus estudios, por lo que ya no debía pagar los costes de la matrícula. Finalmente, se graduó en la primavera de 1894 con 15 años. El maestro del coro ofreció a Iósif acompañarle a la escuela de maestros del zar Alejandro en Tiflis. Sin embargo, Iósif decidió ingresar en el Seminario Teológico de Tiflis donde tuvo por compañero a Ioseb Iremashvili.

### Juventud y actividad política
La relación de Stalin con el movimiento revolucionario comenzó en el seminario. Durante estos años de escuela, Stalin se unió a la organización socialdemócrata de Georgia, en la que fue instruido en política marxista por el profesor Noe Zhordania (quien después sería jefe de Gobierno de la República Democrática de Georgia) y comenzó a difundir el marxismo. Fue un responsable del sindicato de Georgia durante tres años y luego portavoz del nuevo partido marxista georgiano. Algunas fuentes afirman que Iósif abandonó el seminario en 1899 justo antes de sus exámenes finales; según otras biografías, fue expulsado.

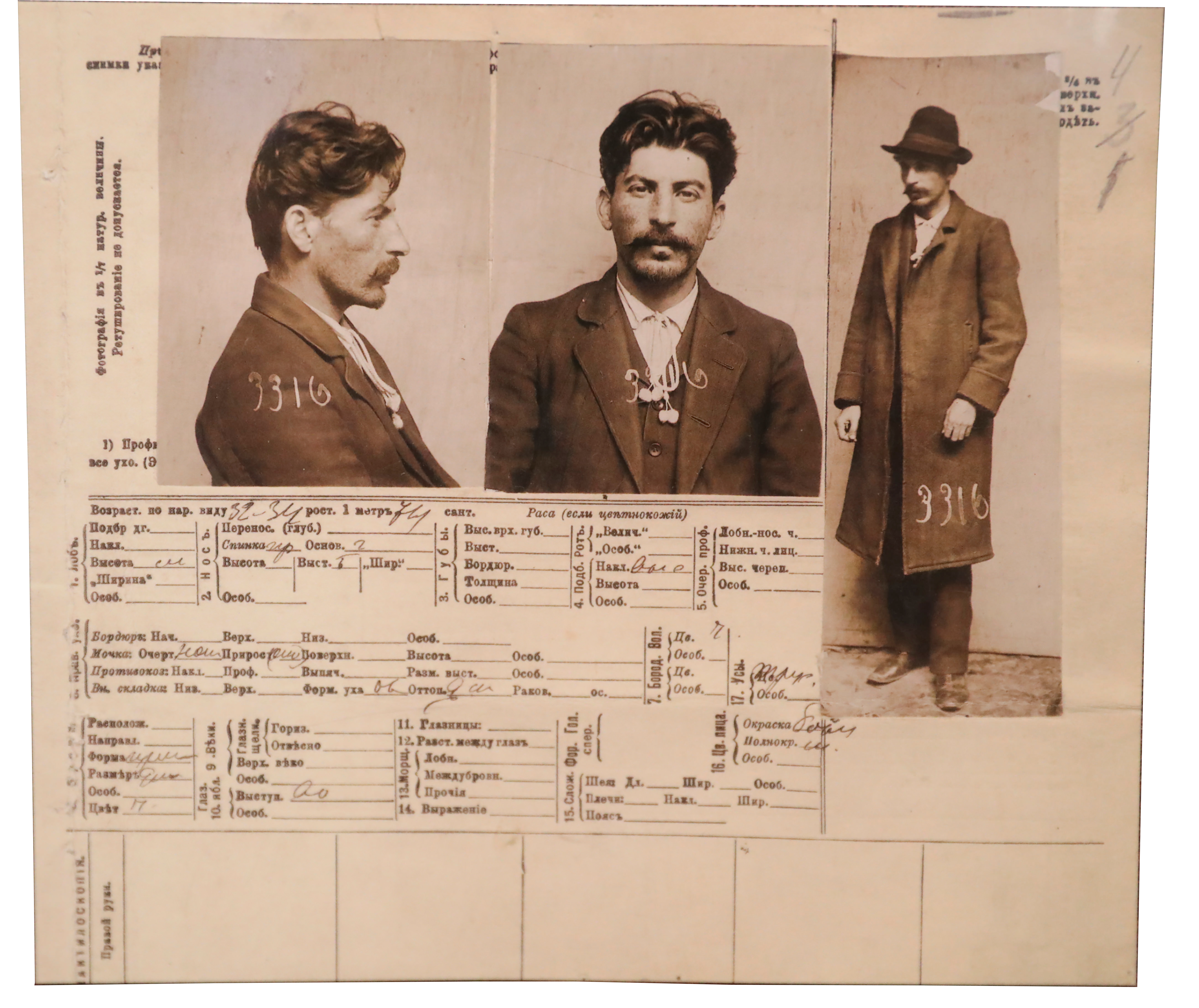
Antes de la revolución de 1917, Stalin desempeñó un papel activo en la lucha contra el gobierno zarista. Aquí se lo muestra en una ficha de la policía de Petrogrado.

Inicia su militancia en torno al círculo de obreros ferroviarios de Tiflis, alejándose definitivamente de Zhordania, y acercándose al grupo de izquierdas del Messame Dasi. Comienza a ganarse la vida en un inicio dando clases, para posteriormente trabajar en un observatorio de Tiflis.
Junto a otros jóvenes intenta editar un periódico propio clandestino, sin lograrlo. Solamente editaron octavillas que reparten en las fábricas, con claro contenido político. El Primero de Mayo de 1900 organiza la primera manifestación de masas, reuniendo a 500 obreros en los alrededores de Tiflis con banderas rojas y retratos de Marx y Engels.
En agosto de 1900, entra en contacto con Víktor Kurnatovski, uno de los iskristas que envía Lenin a Tiflis para impulsar la difusión del periódico que debía conducir a la reorganización del Partido y a la lucha contra las tendencias economicistas y conciliadoras. Kurnatovski les enseñó a aquellos jóvenes georgianos cómo montar una imprenta clandestina y les propuso que lo hicieran en Bakú, un fuerte centro proletario, mejor que en Tiflis. En marzo de 1901, Kurnatovski es detenido junto con otros militantes, pero Koba Dzhugashvili se libra de la redada, aunque su vivienda y su lugar de trabajo en el observatorio meteorológico fue registrada por la Ojrana, la sección especial de la policía zarista dedicada a la represión política. Tiene que pasar a la clandestinidad, de la que ya no saldrá hasta la Revolución de 1917.

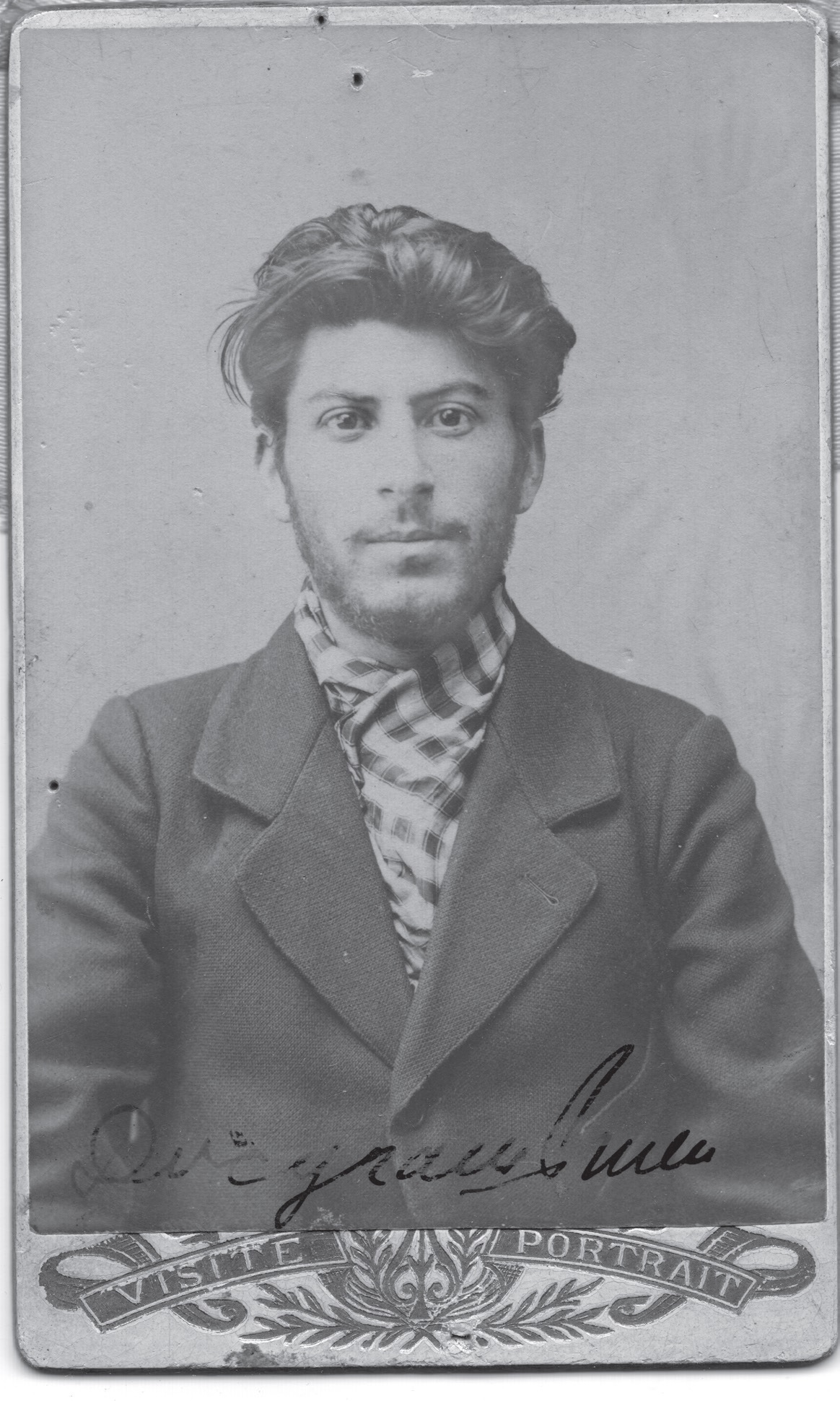
Stalin a los 23 años de edad (1902)

En 1901, el clérigo georgiano M. Kelendzheridze escribió un libro educacional sobre lengua y arte, incluyendo uno de los poemas de Stalin firmado como «Soselo». En 1907, el mismo editor publicó Antología georgiana, o Colección de los mejores ejemplos de literatura georgiana, donde incluía un poema de Stalin dedicado a Rafael Eristavi. Su poesía aún puede ser vista en el museo Stalin de Gori.
Trabajó durante diez años con los movimientos políticos clandestinos en el Cáucaso, sufriendo repetidos arrestos y exilio a Siberia, entre 1902 y 1917.
Stalin se adhirió a la doctrina de Lenin de un partido centralista fuerte, de revolucionarios profesionales. En el período posterior a la Revolución de 1905, Stalin encabezó los «escuadrones de lucha» en robos de bancos para reunir fondos para el partido bolchevique. Stalin asistió al V Congreso del Partido Obrero Socialdemócrata de Rusia en Londres en 1907. Este congreso consolidó la supremacía del sector bolchevique de Lenin y se debatió la estrategia para la revolución comunista en Rusia. Stalin nunca se refirió posteriormente a su estancia en Londres.
En 1913, mientras estuvo exiliado en Viena, Stalin escribió El marxismo y la cuestión nacional, tratado en el que presenta una posición marxista ortodoxa (cfr. este trabajo con el de Lenin llamado Sobre el derecho de los pueblos a la autodeterminación) y que pudo haber contribuido a su nombramiento como Comisario del Pueblo para Asuntos Nacionales después de la revolución.

## Vida política

### Ascenso al poder
En 1912, Lenin tuvo la intención de proponer la elección de Stalin al Comité Central bolchevique en la Conferencia del Partido en Praga, pero desistió al encontrarse con la resistencia del partido. Sin embargo, inmediatamente después, Stalin fue sumado al Comité Central por «cooptación» (potestad prevista por los estatutos, que reservaba para el Comité Central el derecho a sumar integrantes que no hubieran sido electos por el Congreso del Partido).

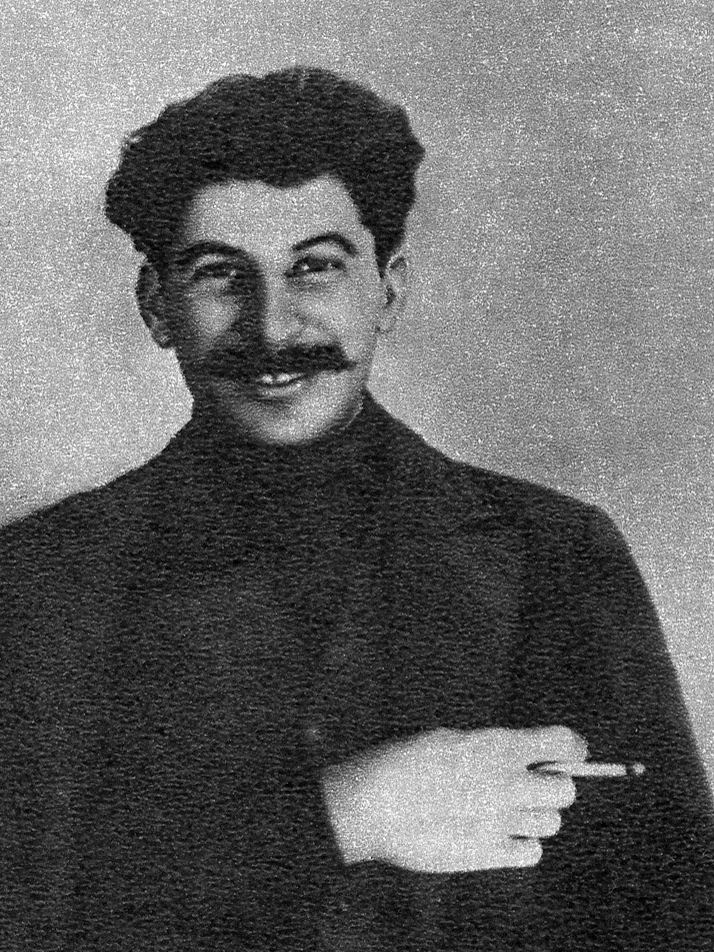
Stalin en el exilio (1915)

En 1917, Stalin era el editor de Pravda, el diario oficial del partido, mientras Lenin y gran parte del directorio bolchevique estaban en el exilio. Después de la Revolución de Febrero, Stalin y el equipo editorial tomó una posición favorable al gobierno provisional de Kérenski y se sostiene que llegó al extremo de negarse a publicar artículos de Lenin que llamaban al derrocamiento del gobierno provisional.
En abril de 1917, Stalin fue por primera vez electo por la base del partido para formar parte del Comité Central, obteniendo la tercera más alta mayoría de votos en la Conferencia de Petrogrado (detrás de Lenin y Zinóviev). Posteriormente fue nombrado secretario del Politburó del Comité Central (mayo de 1917)[cita requerida]; se mantuvo en este cargo por el resto de su vida. Al finalizar julio presentó el informe central al VI Congreso del partido, en el cual se optó por la insurrección contra el gobierno provisional.
Según diversas fuentes, Stalin solamente desempeñó un papel menor en la Revolución de Octubre. Algunos autores, como Adam Ulam, remarcan que cada hombre en el Comité Central tenía una labor específica que le había sido asignada.[cita requerida]
El siguiente resumen respecto al papel de Trotski en 1917 fue escrito por Stalin en Pravda el 16 de noviembre de 1918:

Todo el trabajo práctico relacionado con la organización de la revuelta fue hecho bajo el mando directo del camarada Trotski, el presidente del Soviet de Petrogrado. Se puede decir con certeza que el partido tiene una deuda de primera magnitud con el camarada Trotski por la rápida concienciación de la guarnición hacia el bando de los soviets y por la manera tan eficiente en la cual fue organizado el trabajo del Comité Militar Revolucionario.

Posteriormente, en 1924, el mismo Stalin creó un mito referente a la así llamada «Central del Partido», de la cual supuestamente dirigía todo el trabajo práctico referente a la revuelta y que consistía en un grupo integrado por él mismo, Sverdlov, Dzerzhinski, Uritski y Búbnov. Ninguna evidencia se ha encontrado, sin embargo, respecto a las actividades de esta Central, que en cualquier caso, de haber existido, habría estado subordinada al Comité Militar Revolucionario de Petrogrado comandado por Trotski.
Durante la guerra civil rusa y la guerra polaco-soviética, Stalin fue comisario político en el Ejército Rojo en diversos frentes. El primer cargo de gobierno de Stalin fue el de Comisario del Pueblo de Asuntos Nacionales (1917-1923).
Tuvo también el cargo de comisario del Pueblo para la Inspección de los Trabajadores y Campesinos (1919-1922), de miembro del Sóviet Militar Revolucionario de la República (1920-1923) y miembro del Comité Central Ejecutivo del Congreso de los Sóviets a partir de 1917.

### Poder total
El 3 de abril de 1922, Stalin fue nombrado secretario general del Partido Comunista Panruso, un cargo que él posteriormente transformó en el más poderoso del país. En aquella época, esta posición se veía como un cargo menor dentro de la estructura partidaria (ocasionalmente en el partido se referían a Stalin como el «camarada archivista»), sin embargo este cargo asociado con la autoridad que tenía sobre la Oficina Organizativa del Comité Central del Partido (Orgburó), dio a Stalin una base de poder suficientemente fuerte como para permitirle instalar a sus aliados en los puestos claves del partido.[cita requerida]
La acumulación de poder por parte de Stalin tomó al moribundo Lenin por sorpresa, quien, en sus últimos escritos (Testamento de Lenin), hizo llamamientos para que el XII Congreso del Partido Bolchevique apartara al «brusco» Stalin. 

Stalin es demasiado brusco, y este defecto, plenamente tolerable en nuestro medio y en las relaciones entre nosotros, los comunistas, se hace intolerable en el cargo de secretario general. Por eso propongo a los camaradas que piensen la forma de pasar a Stalin a otro puesto y de nombrar para este cargo a otro hombre que se diferencie del camarada Stalin en todos los demás aspectos solo por una ventaja, a saber: que sea más tolerante, más leal, más correcto y más atento con los camaradas, menos caprichoso, etc. Esta circunstancia puede parecer una fútil pequeñez. Pero yo creo que, desde el punto de vista de prevenir la escisión y desde el punto de vista de lo que he escrito antes acerca de las relaciones entre Stalin y Trotski, no es una pequeñez, o se trata de una pequeñez que puede adquirir importancia decisiva.
Lenin, 4 de enero de 1923.

 Sin embargo, estos intentos no prosperaron debido a que los documentos preparados por Lenin fueron ocultados por Stalin y sus eventuales aliados, a sabiendas de que Lenin se encontraba en esos momentos enfermo e imposibilitado de participar en el Congreso.
Después de la muerte de Lenin en enero de 1924, Stalin, Kámenev y Zinóviev tomaron el control del partido situándose en un punto que ideológicamente estaba entre Trotski (a la izquierda del partido) y Bujarin (a la derecha). Durante este período, Stalin abandonó el tradicional énfasis bolchevique respecto a la «revolución mundial» en favor de una política de construir el «socialismo en un solo país», en contraste a la teoría de Trotski de la «revolución permanente».

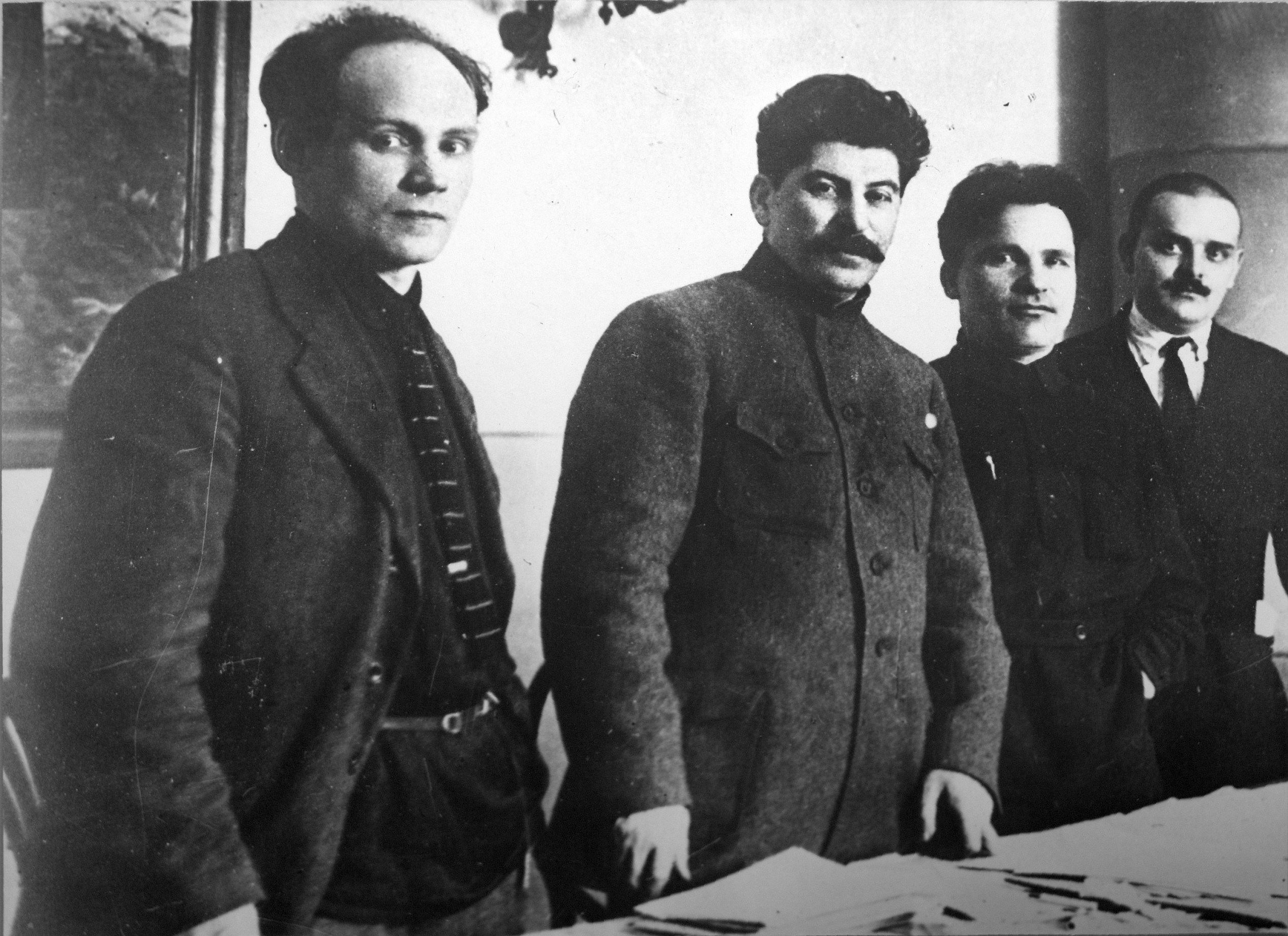
Iósif Stalin, segundo desde la izquierda, durante el enfrentamiento con Zinóviev, Leningrado, ca. 1925

En la lucha por el liderazgo una cosa era evidente: quien terminara comandando el Partido tenía que ser considerado muy leal a Lenin. Por eso, la actitud de cada uno ante su muerte fue determinante en los posicionamientos dentro del Partido: Stalin organizó su funeral y pronunció un discurso manifestando una lealtad imperecedera con Lenin, a la vez que impidió mediante engaños que Trotski asistiera. Stalin también acusó a Trotski de haberse unido a los bolcheviques justo antes de la revolución, e hizo públicos los desacuerdos que este había tenido con Lenin en la etapa previa a la revolución.
Las imágenes soviéticas correspondientes a este período fueron posteriormente trucadas, eliminando con fotomontajes y técnicas similares a los opositores a Stalin (principalmente Trotski).
La base fundamental del ascenso de Stalin al poder fue el control del aparato administrativo del Estado, en un país en el cual la escasez era la regla, tras la Primera Guerra Mundial y la Guerra Civil. A su vez, la política de Stalin de pregonar el llamado «socialismo en un solo país» era visto como un antídoto optimista con respecto a la guerra, en contraste a la posición de la «revolución permanente» de Trotski.[cita requerida]

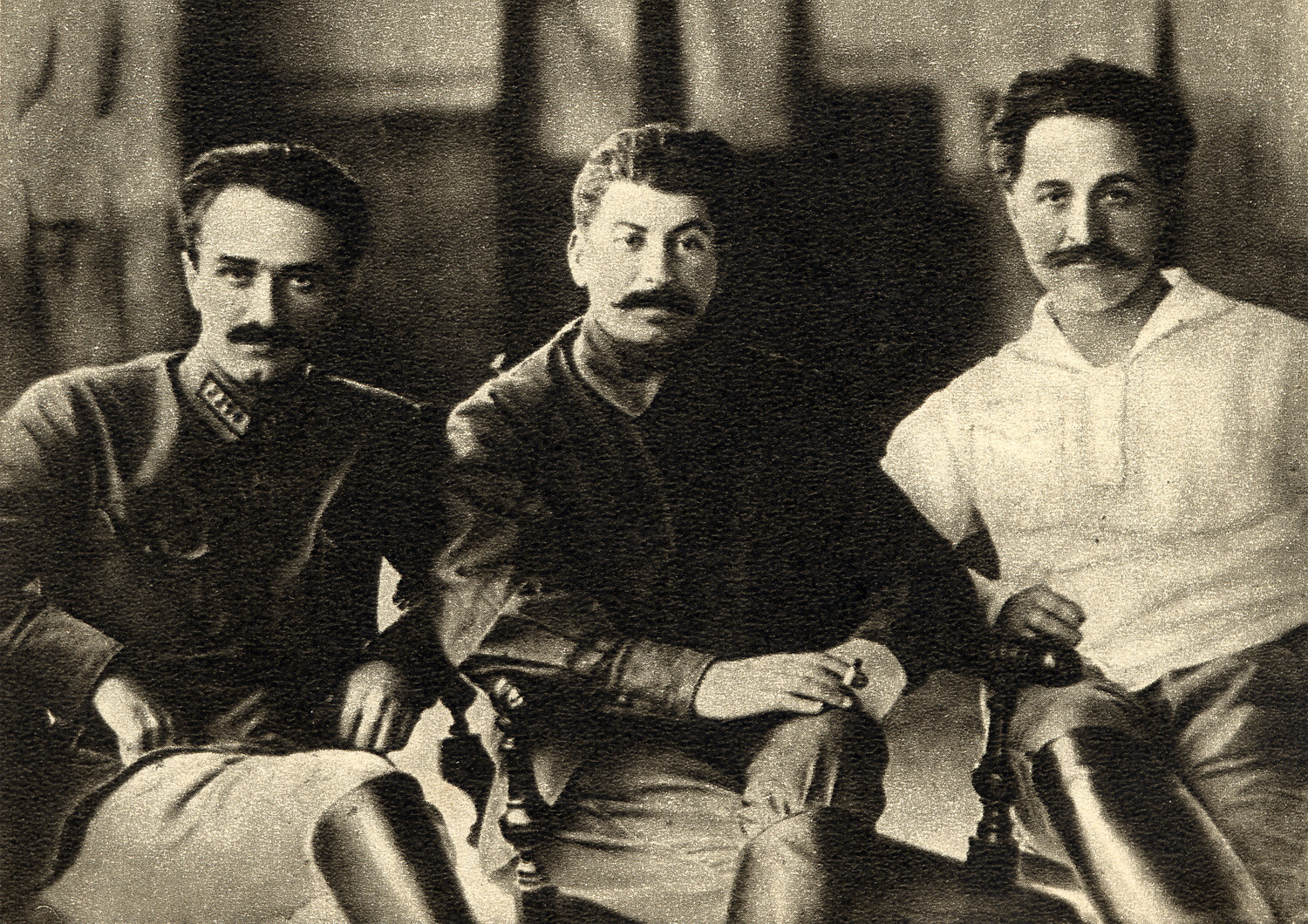
Anastás Mikoyán, Stalin y Sergó Ordzhonikidze, Tiflis, 1925

El método de Stalin era la designación de secretarios que le respondieran personal e incondicionalmente, y la manipulación de sus oponentes logrando poner a unos contra los otros, usando el método de dividir para gobernar.
Inicialmente, Stalin formó una troika junto a Zinóviev y Kámenev contra Trotski. Una vez que Trotski había sido eliminado de la pugna por el poder político, Stalin se unió con Bujarin y Rýkov contra Zinóviev y Kámenev, recordando a todos el voto de estos últimos contra la insurrección en 1917. Zinóviev y Kámenev entonces, se unieron con la viuda de Lenin, Nadezhda Krúpskaya, formando la "oposición unida" en julio de 1926.
En 1929, durante el XV Congreso del Partido Comunista de la Unión Soviética (PCUS), Trotski y Zinóviev fueron expulsados del partido y Kámenev perdió su puesto en el Comité Central. Stalin pronto se volvió contra la oposición de derecha representada por sus aliados del momento, Bujarin y Rýkov.
Uno de los argumentos predilectos de Stalin para atacar a otros miembros del Partido, fue la lucha contra la existencia de facciones, que habían sido prohibidas temporalmente en el Partido Bolchevique durante la guerra civil rusa, pero que formaban parte de la historia del bolchevismo.

### De la deportación de los kuláks a los planes quinquenales
Habiendo también derrotado a la «oposición de derecha» de Bujarin, Stalin comenzó los planes de colectivización e industrialización. En este camino es de destacar la deskulakización, que trajo como consecuencia la expropiación masiva de las tierras explotadas por medianos propietarios agrícolas (kuláks), lo cual causó una reducción de la producción de cereales, lo que unido a unas malas condiciones ambientales[cita requerida] dio lugar a una gran hambruna en Ucrania que supuso la muerte de varios millones de ucranianos (ver Holodomor); según el gobierno soviético, «fue una medida necesaria para acabar con la retención y sabotaje de productos que ilegalmente practicaban los kuláks». Los muertos por la hambruna ascendieron a un número difícil de determinar.

### El «Asunto Kírov» y la represión política
Serguéi Kírov había conocido a Stalin en mayo de 1918. Durante la guerra civil rusa se enfrentó a Trotski, lo que hizo que se alineara con Stalin, Ordzonikidze y Voroshílov.
Desde 1926 estuvo trabajando en Leningrado, pero tras ser elegido para el Comité Central en el XVI Congreso del PCUS, Stalin le propuso volver a Moscú. Sin embargo, Kírov pidió permanecer en Leningrado, y se le permitió quedarse hasta el final del segundo plan quinquenal. No están claras las razones por las que declinó este ascenso.
En el XVII Congreso del PCUS de 1934, al elegirse el nuevo Comité Central, Kírov recibió tres votos negativos, resultando ser el candidato menos rechazado, en contraste con el propio Stalin que recibió 292 votos negativos, siendo el menos popular.
Dumaskin afirma que Kírov se opuso a Stalin en el Politburó en 1934, lo que produjo «una perceptible tirantez entre Stalin y Kírov». Distintos autores han dado cuenta de la existencia de una conspiración en la cúspide del PCUS cuyo fin habría sido reemplazar a Stalin con Kírov.
El 1 de diciembre de 1934, Kírov fue asesinado por Leonid Nikoláev en Leningrado. La dirigencia del Estado soviético declaró que Nikoláev había sido apoyado por Trotski desde el exilio. Esto dio comienzo a una purga generalizada, con cientos de ejecuciones, encarcelamientos y reclusiones en campos de concentración del Gulag, acusando al bloque trotskista-zinovievista de estar organizando una extensa conspiración con el objetivo de tomar el poder en la Unión Soviética. Como parte de este proceso, Kámenev y Zinóviev fueron sometidos a juicio público y, tras confesar supuestos crímenes (confesión que según algunos habría sido producto de torturas), fueron ejecutados en 1936. Con mecanismos similares, en menos de dos años terminaría siendo ejecutada la mayoría de los miembros del Comité Central bolchevique que había dirigido la Revolución de Octubre de 1917 (viejos bolcheviques), mientras Trotski sería asesinado en la Ciudad de México en agosto de 1940 por Ramón Mercader, un agente estalinista.
La hipótesis acerca del vínculo de Stalin con este asesinato estuvo ampliamente difundida, siendo confirmada por Nikita Jrushchov en sus memorias. Sin embargo, no existen pruebas concluyentes al respecto.

### El caso Skoblin
En 1937, Wilhelm Canaris, jefe de la inteligencia militar alemana, captura información proveniente de un general ruso disidente, llamado Nikolái Skoblin, en la que se asegura que existe una intriga combinada de oficiales rusos y alemanes decididos a derrocar a Stalin. Reinhard Heydrich supo de esta información (ya que tenía agentes infiltrados en la Abwehr), y valiéndose de una operación encubierta de inteligencia, roba esta documentación de las oficinas de la Abwehr, incendiándola después para no dejar rastros.
La documentación fue manejada hábilmente por Hitler con la ayuda de Heydrich y ocasionaron la purga en el Ejército Rojo, con la eliminación de más de 3000 oficiales, entre ellos Mijaíl Tujachevski, máximo exponente de la guerra mecanizada en la Unión Soviética.

### Servicios secretos y de inteligencia
Stalin también incrementó ampliamente las actividades de inteligencia extranjera de la NKVD. Bajo sus instrucciones, la inteligencia soviética comenzó a crear redes de información en la mayoría de los países del mundo, incluyendo Alemania, Gran Bretaña, Francia, Japón y los Estados Unidos. Stalin hizo un gran uso de la Internacional Comunista con el fin de infiltrar agentes.

## Stalin y los cambios en la sociedad soviética (1927-1939)

### Industrialización
La Primera Guerra Mundial, la guerra civil rusa, la intervención por parte de 14 potencias extranjeras luego de la toma del poder por los bolcheviques y la misma revolución, tuvieron un efecto devastador en la economía del país.

Stalin en una entrevista

La producción industrial de 1922 fue un 13 % menor que la de 1914. Bajo la Nueva Política Económica (NEP), impulsada por Lenin ante la situación apremiante, que permitía cierto grado de flexibilidad en el mercado dentro del contexto del socialismo, se produjo una recuperación. Agotada la NEP, esta política fue reemplazada por un sistema centralizado y sujeto a los planes quinquenales a partir de 1928. Estos planes perseguían ambiciosos programas de industrialización y de colectivización y estatización de la agricultura.
El objetivo de la industrialización era tanto reacondicionar las viejas fábricas y empresas industriales, de tecnología atrasada y en estado de práctico abandono, como construir una poderosa industria pesada.
La industrialización era considerada fundamental en la construcción del socialismo, ya que garantizaría la alianza obrera-campesina como base de la dictadura del proletariado, la defensa de la Unión Soviética y elevaría notablemente el nivel de vida de la población.
Sin capitales iniciales, escaso comercio internacional y virtualmente sin infraestructura moderna, el gobierno de Stalin financió la industrialización a partir de la ganancia obtenida por las fábricas y empresas del Estado, por el comercio, los bancos y el transporte.
En 1926-1927, se invirtieron en la industria cerca de mil millones de rublos; tres años después, se pudieron invertir ya en ella unos 5000 millones.

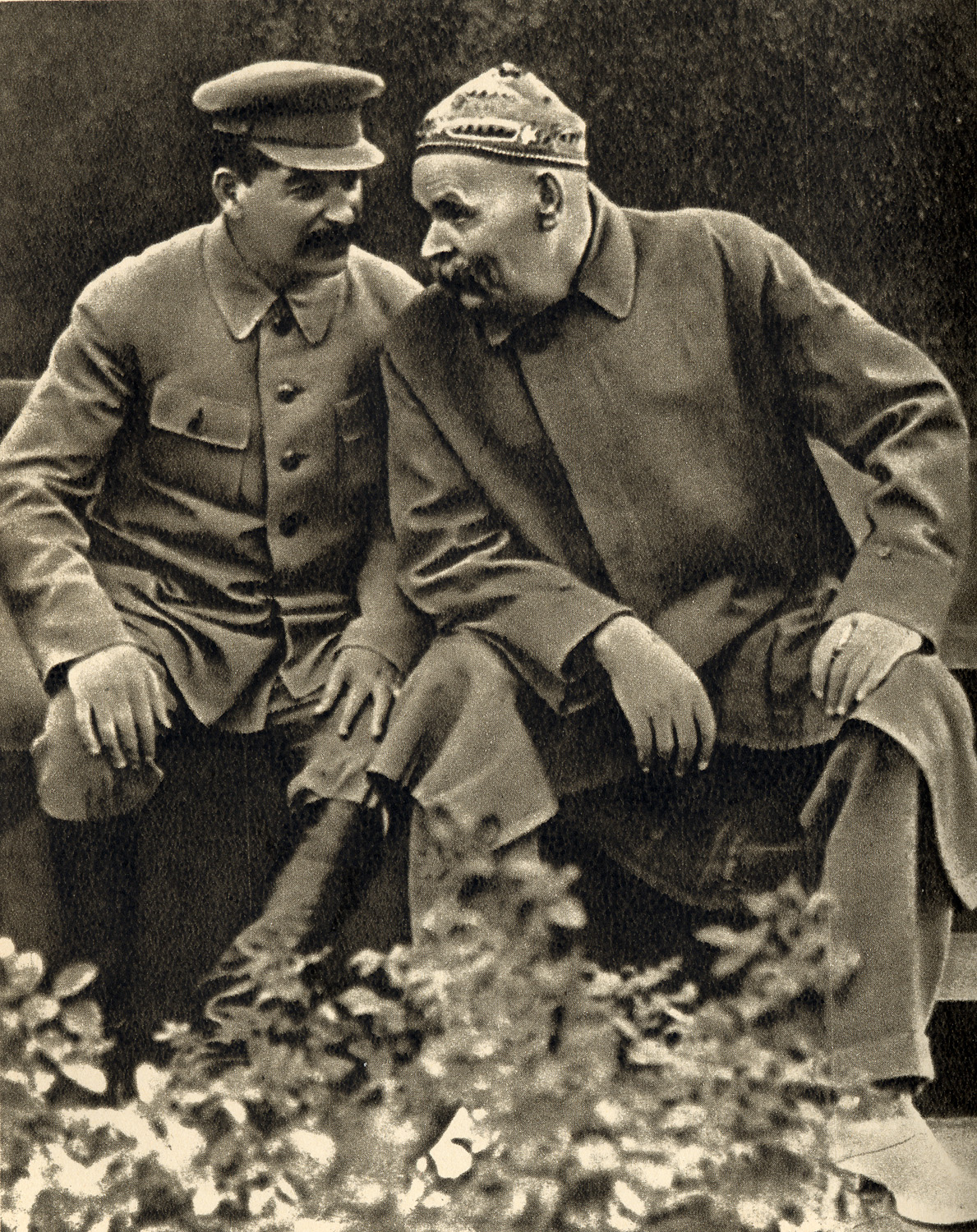
Stalin junto a Máximo Gorki hacia 1931

La década de 1930 consiguió la producción por primera vez en la historia de la Unión Soviética, de una amplia gama de nuevos productos, entre los cuales se destacaban motocicletas, relojes y cámaras fotográficas, como asimismo las máquinas y herramientas necesarias para producir estos y otros bienes. En la industria química se produjo el desarrollo de la industria de los plásticos, en metalurgia se desarrollaron nuevos tipos de aleaciones de alta calidad y diversos metales no ferrosos fueron manufacturados por primera vez.
También mejoró notoriamente la escala y la eficiencia con la cual se fabricaban los productos existentes. En la industria del hierro y del acero, hacia fines de la década de 1930, el tamaño promedio de los nuevos hornos de fundición era un 40 % mayor con respecto a aquellos de solo 10 años antes. Muchas innovaciones estaban basadas exclusivamente en desarrollos técnicos locales. En la industria aeronáutica, por ejemplo, los ingenieros soviéticos produjeron aviones que eran comparables a diseños extranjeros; en la industria militar, por su parte, se desarrollaron carros de combate que no tenían equivalentes en el mundo occidental. La Unión Soviética fue también el primer país en producir goma sintética de polibutadieno.

### Colectivización de la agricultura
El gobierno de Stalin promovió la colectivización de la agricultura con el fin de aumentar la producción agrícola a partir de granjas mecanizadas en gran escala, lo que permitía mantener a los campesinos bajo un control político más directo y para que la recaudación de impuestos fuera más eficiente. La colectivización significó cambios sociales drásticos en una escala nunca vista desde la abolición de la servidumbre en 1861.
La colectivización forzada de la agricultura comenzó a inicios de los años 1930, formándose la asociación obligatoria de todas las granjas en los llamados koljós (o granja colectiva), una estructura fuertemente centralizada. La supresión de los derechos de propiedad sobre la tierra fue una consecuencia de la forma como se decidió resolver el antiguo conflicto de la lucha de clases. Además, de acuerdo a la visión económica de la época, los koljós debían trabajar con mayor eficiencia debido a la aplicación de tecnología y a la división del trabajo. En los primeros años de la colectivización se estimaba que la producción agrícola e industrial debería aumentar un 200 % y un 50 % respectivamente; sin embargo, la producción agrícola disminuyó.

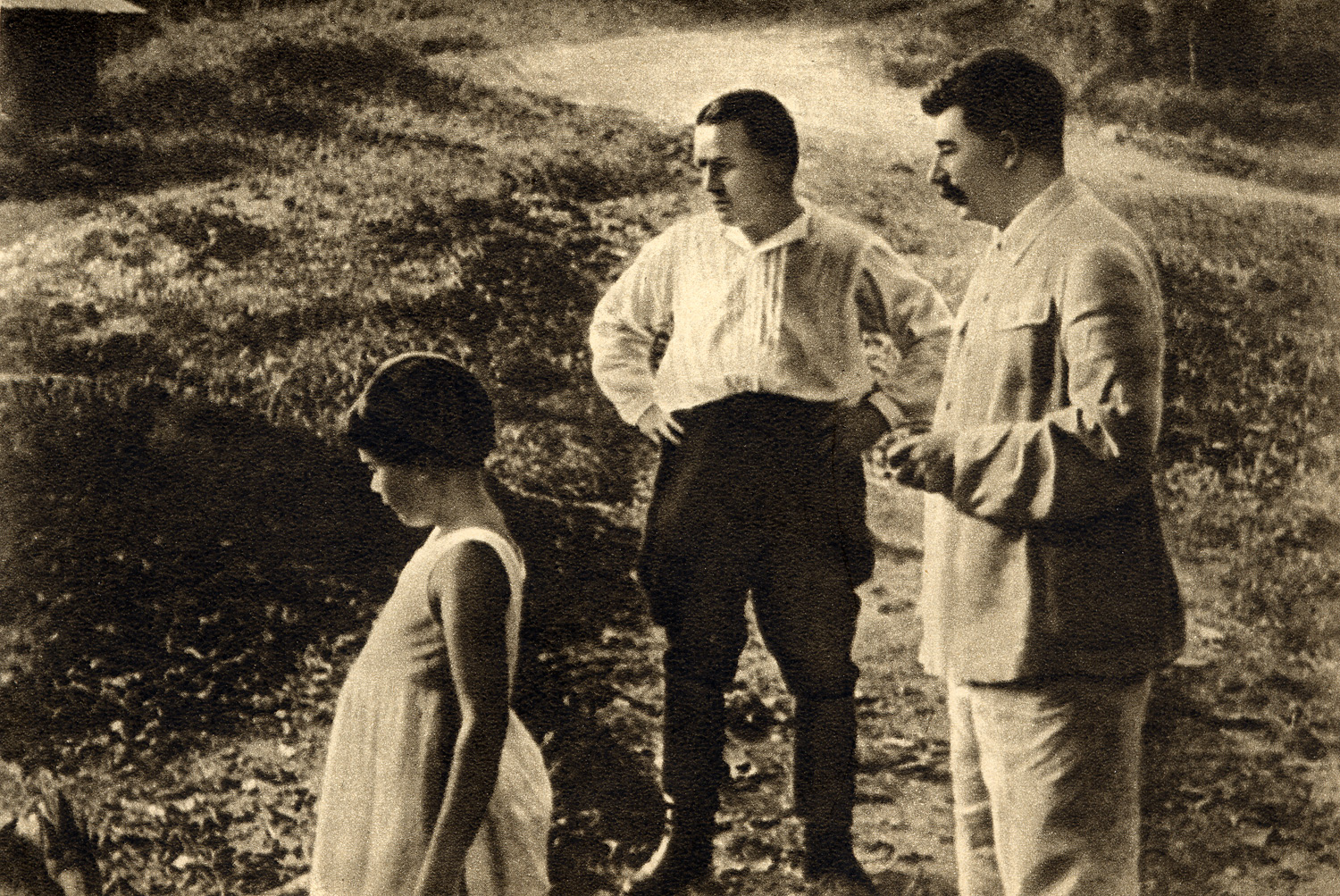
Serguéi Kírov y Stalin en 1934

Los campesinos ricos, los llamados kuláks, con independencia de si resistían o no los cambios impuestos y la colectivización, eran puestos a trabajar directamente en los campos, o bien eran trasterrados a Siberia y al oriente del país.
La política de industrialización de la agricultura seguida por Stalin requirió grandes cantidades de equipamiento y maquinaria, que se consiguió al exportar trigo y otros bienes agrícolas al extranjero. Los koljós fueron obligados mediante planes específicos a entregar al Estado su producción agrícola. Estas medidas trajeron como consecuencia una drástica caída en la calidad de vida de los campesinos y la producción agrícola.

### Consolidación internacional e interna
Para evitar el aislamiento del régimen soviético, decidió la entrada de la Unión Soviética en la Sociedad de Naciones (1934), y la aproximación a Gran Bretaña y Francia. En política interior trató de eliminar cualquier tipo de oposición: entre 1936 y 1938 organizó procesos (procesos de Moscú) y deportaciones contra los principales mandos militares y contra toda oposición en el seno del Partido y del Estado. Basándose en los datos suministrados tras la perestroika, documentados por el Gulag, fueron detenidas más de 1 300 000 personas por motivos políticos. De ellas casi 700 000 fueron fusiladas. Durante su gobierno inició un controvertido programa para «rusificar» a las diferentes repúblicas de la URSS, enviando rusos a las distintas repúblicas soviéticas para que se casaran con los locales y así aumentar el porcentaje de rusos en la región.
Por otra parte, ya durante el primer período estalinista, antes incluso de la década de 1930, amplios sectores de la sociedad soviética aceptaron con optimismo los grandes avances de la Revolución. La Unión Soviética era el único país del mundo donde a las mujeres se les pagaba lo mismo que a los hombres por un trabajo similar. También en este primer período, existían grandes facilidades para obtener un divorcio o abortar.
En 1932, el ministro de Asuntos Exteriores soviético, Maxim Litvinov, advirtió a Stalin de que la Alemania de Weimar se encontraba en una «fase terminal» y le instó a intentar un acercamiento con Francia y el Reino Unido para contener los avances nazis. Entre 1932 y 1938, los diplomáticos soviéticos intentaron sin éxito convencer a las autoridades británicas de que formaran una alianza antifascista. Sin embargo, esta política fue bien acogida por el ministro de Asuntos Exteriores francés, Louis Barthou, y condujo a negociaciones que desembocaron en el tratado franco-soviético de asistencia mutua en 1935. Sin embargo, el asesinato de Louis Barthou por la extrema derecha yugoslava provocó su sustitución por el muy anticomunista Pierre Laval. En la década de 1930, el aumento de los conflictos sociales en Francia hizo temer a Moscú un giro a la derecha de las élites, o incluso su conversión al fascismo. Con la victoria del Front populaire, la diplomacia soviética intentó reavivar la idea de una alianza antifascista que podría incluir también al Reino Unido; sin embargo, tras su encuentro con Léon Blum, Maxim Litvinov confió a Stalin que el presidente del Consejo francés le daba «una impresión de cansancio y fatalismo de ultratumba». En cuanto a las conversaciones militares franco-soviéticas, constantemente aplazadas por las autoridades francesas, Léon Blum reconoce que fueron «saboteadas» por los generales y por su ministro de Defensa, Édouard Daladier, que le sustituyó poco después aliándose con la derecha. Durante la crisis checoslovaca -el país estaba amenazado de invasión por la Alemania nazi-, la URSS exigió negociaciones militares inmediatas entre representantes de las fuerzas soviéticas, francesas y checoslovacas, así como la inclusión de la crisis en el orden del día de la Asamblea General de la Sociedad de las Naciones. El embajador soviético Iván Maiski indicó que su país estaba dispuesto a proporcionar ayuda militar a Checoslovaquia a condición de que Francia también interviniera, a lo que Francia se negó.

### Culto a la personalidad
El inicio del culto a la personalidad de Stalin podría situarse el 21 de diciembre de 1929, en su cumpleaños número cincuenta. En esta fecha, Stalin fue glorificado a gran escala en varios medios —el primero y más famoso, el periódico oficialista Pravda. La inauguración del culto fue seguida de tres años y medio de ausencia del escenario público, pero a mediados de 1933, Stalin reapareció y el culto a su personalidad tomó mayor fuerza, convirtiéndose en un sistema coherente de símbolos que se mantuvo durante su mandato y del cual quedan expresiones hasta el día de hoy.

## Segunda Guerra Mundial (1939-1945)

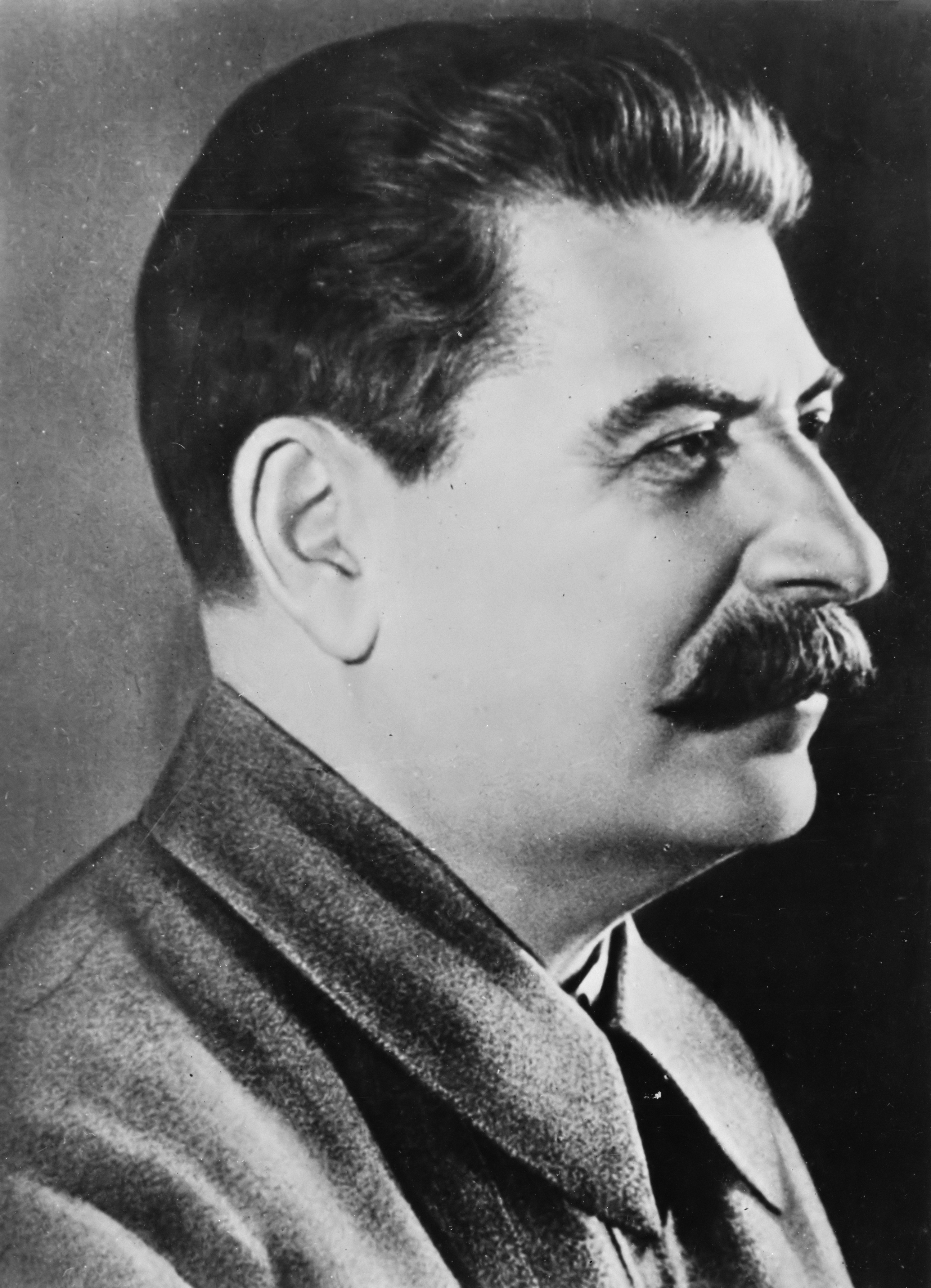
Retrato de Stalin (c. 1942)

El 23 de agosto de 1939, la Unión Soviética y la Alemania nazi firmaron en Moscú un pacto de no agresión, luego denominado Pacto Ribbentrop-Mólotov, en cuyo Protocolo adicional secreto se dividía Europa Oriental y Central en esferas de influencia soviética y alemana, estableciendo también directrices para la partición de Polonia entre ambos Estados. También en ese protocolo se concedió a Stalin carta blanca para intervenir en Finlandia y en los países bálticos.
Tras la invasión soviética de Polonia producida el 17 de septiembre de 1939, a partir de una propuesta oficial del jefe del NKVD Lavrenti Beria, fechada el 5 de marzo de 1940, Iósif Stalin y otros cinco miembros del Politburó aprobaron la ejecución de prisioneros polacos. Se estima que fueron víctimas de la Masacre de Katyn al menos 21.768 ciudadanos polacos. La Unión Soviética negó las acusaciones hasta 1990, cuando el gobierno de Mijaíl Gorbachov reconoció que el NKVD fue responsable de la matanza y su encubrimiento y entregó una parte de los documentos desclasificados, declarando que la Masacre de Katyn constituye «uno de los crímenes del estalinismo» (одно из тяжких преступлений сталинизма).
Transcurrido más de un año desde el inicio de la Segunda Guerra Mundial, considerando que la caída del Reino Unido era inminente, Hitler decidió atacar a la Unión Soviética, haciendo del Pacto letra muerta. El 18 de diciembre de 1940, el mando alemán tomó la decisión de invadir la Unión Soviética (operación Barbarroja) en abril de 1941, aunque finalmente se llevaría a cabo el 22 de junio de ese año, cuando se inició el ataque a territorio soviético con más de 3 000 000 de soldados alemanes. La invasión tomó por completa sorpresa a Stalin, a pesar de que tenía suficientes indicios proporcionados por los espías Richard Sorge y Leopold Trepper de que ésta era inminente.
Producida la invasión, Stalin se encerró en la dacha de Kúntsevo, su residencia oficial en las afueras de Moscú, y sin acudir a su puesto de trabajo en el Kremlin de Moscú en una aparente depresión y falta de liderazgo. Solo reaccionó 10 días más tarde, para retomar el control con mano firme. Tuvo que ser Viacheslav Mólotov el que, el 22 de junio de 1941, notificara por radio la invasión nazi a los soviéticos. Sólo el 3 de julio, Stalin pudo dirigirse al pueblo soviético con una declaración difundida por radio a todo el país.
Desesperado por la invasión germánica, Stalin decidió suspender la campaña ateizante y permitir el resurgimiento de la Iglesia ortodoxa rusa, para que el pueblo soviético creyente se uniera a la lucha, «olvidando» por un tiempo el obligado ateísmo del PCUS. Increíblemente y en forma insospechada para los alemanes, el pueblo ruso se unió en defensa de su patria.

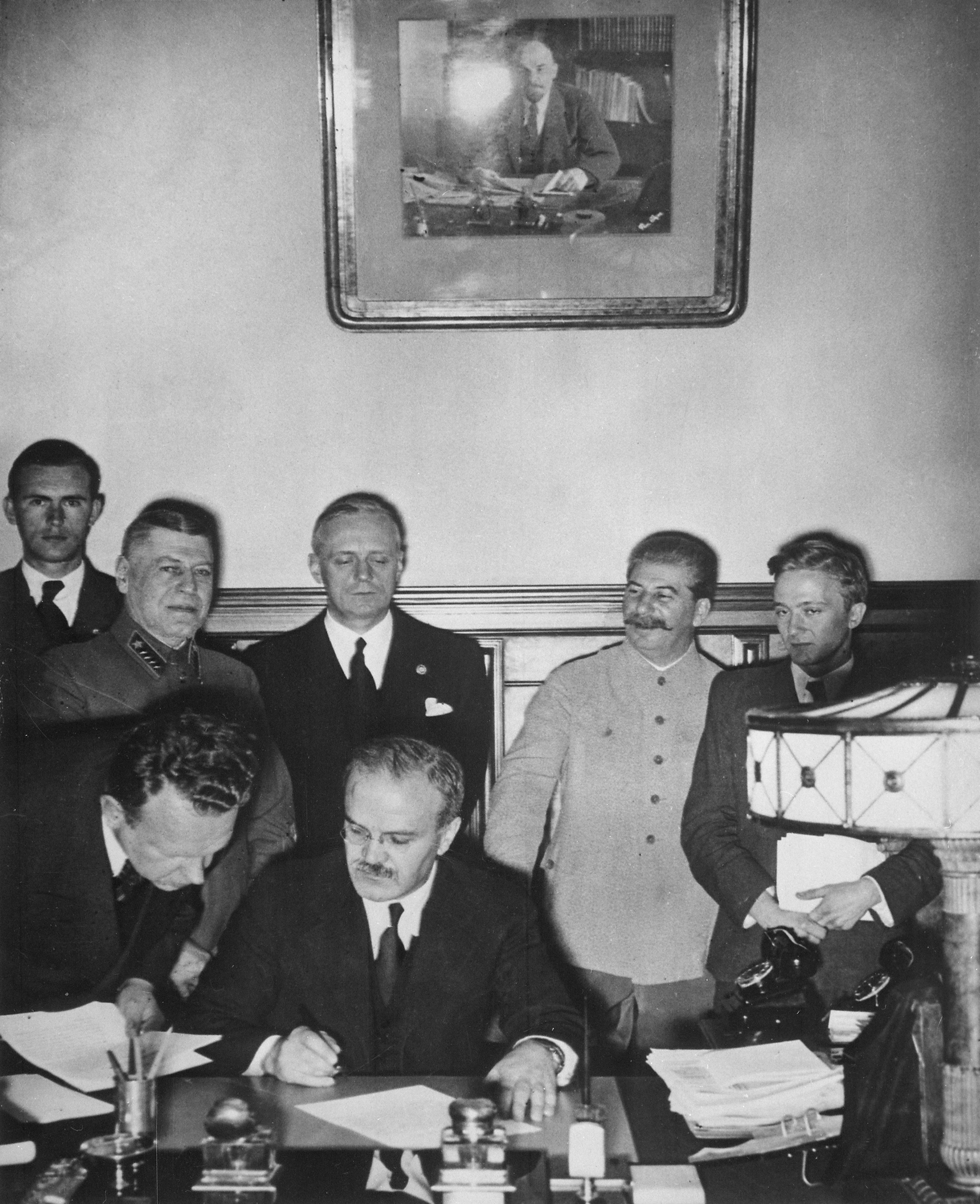
Firma del Pacto Ribbentrop-Mólotov. Viacheslav Mólotov está a punto de firmar. Ribbentrop está detrás de él, con los ojos cerrados y con Stalin a su izquierda.

El Ejército Rojo, muy debilitado por las purgas de fines de la década de 1930, se encontraba prácticamente sin mando competente, por lo que las fuerzas alemanas avanzaron rápidamente por las llanuras occidentales de la Unión Soviética. Hitler preveía que la guerra con el gigante ruso duraría a lo más seis meses y que el pueblo ruso mismo eliminaría a Stalin. Este se hizo nombrar presidente del Consejo de Comisarios del Pueblo de la Unión Soviética con lo que en la práctica se convirtió oficialmente en el jefe del Estado.
Las medidas iniciales de Stalin por contener la invasión alemana fueron ineficaces y no pudieron detener el avance de las fuerzas blindadas de Hitler que penetraban profundamente en territorio soviético. Si bien en un comienzo Stalin se mostró dubitativo e irresoluto por el contundente ataque de los alemanes, pronto empezó a tomar el control de la situación y se autonombró supremo comandante en jefe del Ejército Rojo.
A diferencia de Hitler, Stalin dio cierta autonomía a sus generales en la toma de decisiones e hizo traer desde la frontera a algunos de sus mejores generales, como Zhúkov y Vatutin, permitiendo además el envío desde los frentes orientales de miles de tropas siberianas entrenadas ya en el combate con los japoneses.

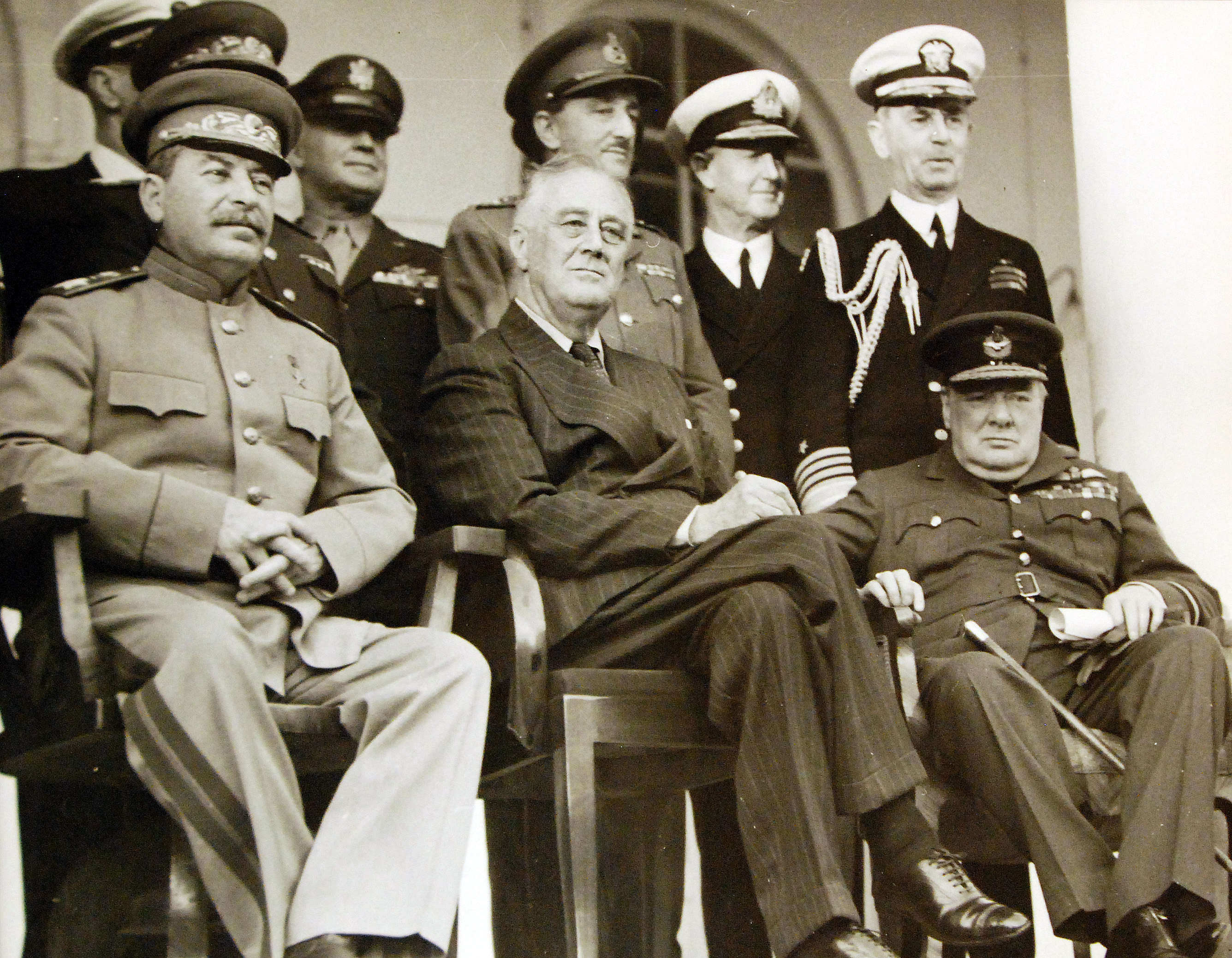
Los tres mandatarios aliados: Stalin, Franklin D. Roosevelt y Winston Churchill reunidos en la Conferencia de Teherán

Durante la batalla de Smolensk, su hijo Yákov Dzhugashvili fue capturado: Stalin supo de esta situación pero permaneció indiferente a la suerte corrida por su hijo. Yákov permaneció anónimo en el campo de concentración de Sachsenhausen hasta que fue delatado. Se lo intentó adoctrinar para la propaganda alemana pero no cambió de bando. Entonces se decidió su canje por el mariscal Friedrich Paulus, pero Stalin se negó. Yákov moriría en extrañas circunstancias el 15 de abril de 1943 en el mismo campo. Stalin jamás demostró públicamente algún tipo de consideración por la suerte corrida por Yákov.
Se mantuvo en Moscú en el invierno de 1941, cuando los alemanes amenazaban la ciudad (42 km), y organizó allí un contraataque soviético. Al año siguiente, 1942, tuvo éxito al mantener la estratégica ciudad de Stalingrado, última defensa de la zona petrolera del Cáucaso, pese a la enorme cantidad de bajas entre sus hombres (Stalin, a través de sus comisarios políticos, ordenó disparar contra sus propios soldados si estos se retiraban de un combate al considerarlos desertores) y posteriormente (1943) también derrotó al ejército alemán en la batalla de Kursk con lo que todo el curso de las acciones militares tuvo un cambio, siendo ahora los soviéticos los que obligaban a retirarse a los alemanes.

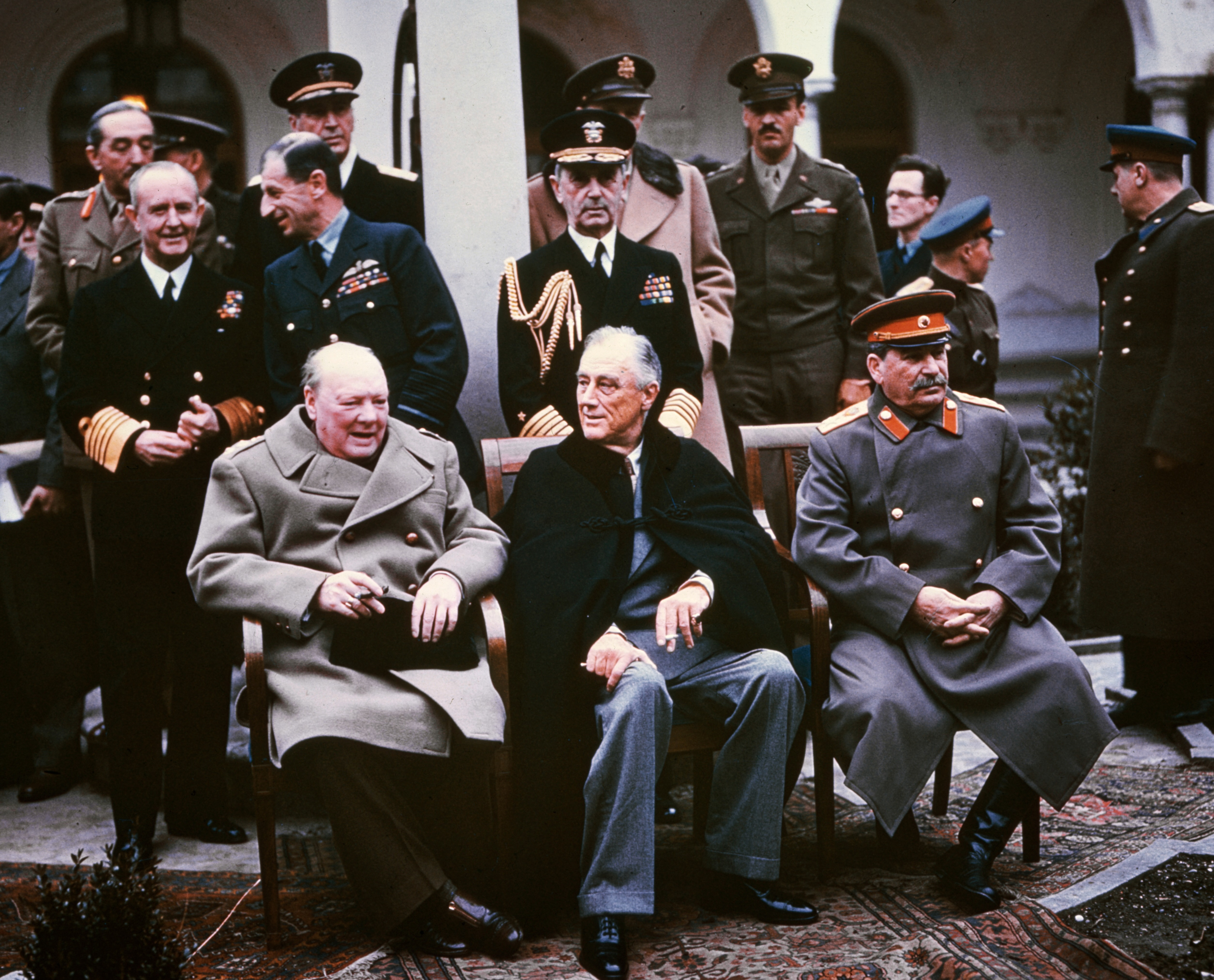
Winston Churchill, Franklin D. Roosevelt y Iósif Stalin en Yalta, febrero de 1945

En su papel de comandante en jefe, Stalin procuraba siempre mantener un control personal pero flexible en el mando, sobre todo el frente de batalla, las reservas militares y la economía de guerra. Esta actitud no se mostró eficaz, ya que dejaba en un solo hombre todas las decisiones, pero luego Stalin fue aprendiendo de sus errores y empezó a delegar decisiones militares, al contrario de su rival, Hitler, quien monopolizó el mando.
Como jefe de Estado, Stalin participó en varios encuentros con los mandatarios aliados, como el llamado de «los tres grandes», con Winston Churchill y Franklin D. Roosevelt en Yalta y Winston Churchill y Harry S. Truman en Potsdam (ambas en 1945), en las que logró el reconocimiento internacional de una esfera de influencia soviética en la Europa Oriental y mostrándose como un formidable negociador según el propio secretario del exterior británico, sir Anthony Eden. Asimismo, el 4 de septiembre de 1943, se reunió con tres metropolitas de la Iglesia para restablecer el Santo Sínodo y convocar al Concilio Episcopal para elegir como patriarca de Moscú a uno de los tres anteriores (Serguéi) cinco días después, por primera vez en diecisiete años, desde 1925.
Un hecho de este período que refleja su «culto a la personalidad» es que se autoconcedió el honor de Héroe de la Unión Soviética, a pesar de que este solo lo recibían los soldados en combate. Se sentía amenazado por la popularidad de Zhúkov, al que acusó de usar ese triunfo a su favor y lo terminó degradando.
Zhúkov dijo de Stalin en sus memorias:

Tuve la oportunidad de conocer de cerca a Stalin después de 1940 [...] De estatura media y nada sobresaliente en el aspecto, producía, sin embargo, viva impresión. Ajeno a toda pose, cautivaba al interlocutor por la llaneza del trato. Su desenvuelta manera de conversar, aptitud para expresar con precisión su pensamiento, innato intelecto analítico, vasta erudición y una rara memoria impelía incluso a personas muy expertas y eminentes a reconcentrarse y mantenerse en tensión al dialogar con él. Stalin no gustaba de permanecer sentado y al conversar solía pasearse lentamente por la sala, deteniéndose de vez en cuando, acercándose a su interlocutor y mirándole a los ojos. Su mirada era clara y penetrante. Hablaba en voz baja, separando con nitidez una frase de la otra, sin gesticular apenas, las más de las veces con la pipa en la mano, incluso apagada, con cuya boquilla se atusaba el bigote. Pronunciaba con marcado acento georgiano, pero dominaba el ruso a la perfección, sazonando su lenguaje con expresivas figuras literarias, evocaciones y metáforas. No se le veía reír con frecuencia, y cuando lo hacía era quedamente, como para sus adentros. Pero tenía el sentido del humor y sabía estimar el ingenio y la broma. Su vista era excelente, leía sin espejuelos a cualquier hora del día o de la noche. Solía escribir a mano. Leía mucho y era hombre muy versado en los más diversos campos del saber. Su asombrosa capacidad de trabajo y la virtud de captar con prontitud la esencia de las cosas, permitíanle examinar y asimilar una tal cantidad de los más diversos materiales y hechos, como sólo podía hacer un hombre excepcionalmente dotado. Es difícil decir qué rasgos del carácter de Stalin prevalecían en él. Hombre polifacético, de gran talento, no era precisamente la mansedumbre lo que le caracterizaba. Poseía una recia voluntad y un temperamento reservado e impulsivo. De ordinario sosegado y juicioso, dejábase en ocasiones llevar por la irritación. Entonces faltaba a la objetividad, cambiaba literalmente a ojos vistas, aumentaba su palidez, cobraba severidad y aspereza su mirada. No conocí a muchos tan audaces que pudieran resistir la ira de Stalin y encajar el golpe.
Gueorgui Zhúkov, Memorias y reflexiones (1990)

## Posguerra (1945-1953)
Al finalizar la Segunda Guerra Mundial, Stalin fue visto como el gran jefe que había conducido al pueblo soviético a la victoria en su lucha contra la Alemania nazi. A finales de la década de los años 40, el patriotismo ruso fue en ascenso debido a los éxitos propagandísticos. Por ejemplo, algunas invenciones y descubrimientos científicos fueron reclamados por la propaganda rusa. Ejemplos de ello son la máquina de vapor, reclamada por el padre y el hijo de la familia Cherepánov; la lámpara incandescente, por Yáblochkov y Lodyguin; la radio, por Popov; y el avión, por Mozhaiski. Continuaron sus políticas represivas (incluso en los territorios recién anexionados), pero nunca llegaron a los extremos de la década de 1930.
Internacionalmente, Stalin vio la consolidación del poder como un paso necesario para proteger a la Unión Soviética, rodeándolo de gobiernos amistosos, como un cordón sanitario contra posibles invasiones, mientras que Occidente buscó un modelo similar de protección contra la expansión comunista. Estas políticas condujeron a una estabilidad, donde el éxito de la influencia soviética dependería de la cooperación entusiasta de las naciones satélite.
Stalin había tenido la esperanza de que la retirada y la desmovilización de los Estados Unidos darían lugar a un aumento de la influencia comunista, especialmente en Europa. Cada una de las partes veía las acciones defensivas de la otra como provocaciones desestabilizadoras y estos dilemas de seguridad desgastaron las relaciones entre la Unión Soviética y sus ex aliados occidentales de la Segunda Guerra Mundial y dio lugar a un prolongado período de tensión y la desconfianza entre el Este y Occidente, conocido como la Guerra Fría (véase Telón de acero).
El Ejército Rojo terminó de manera exitosa la Segunda Guerra Mundial, ocupando gran parte del territorio que había sido ocupado anteriormente por los países del Eje.

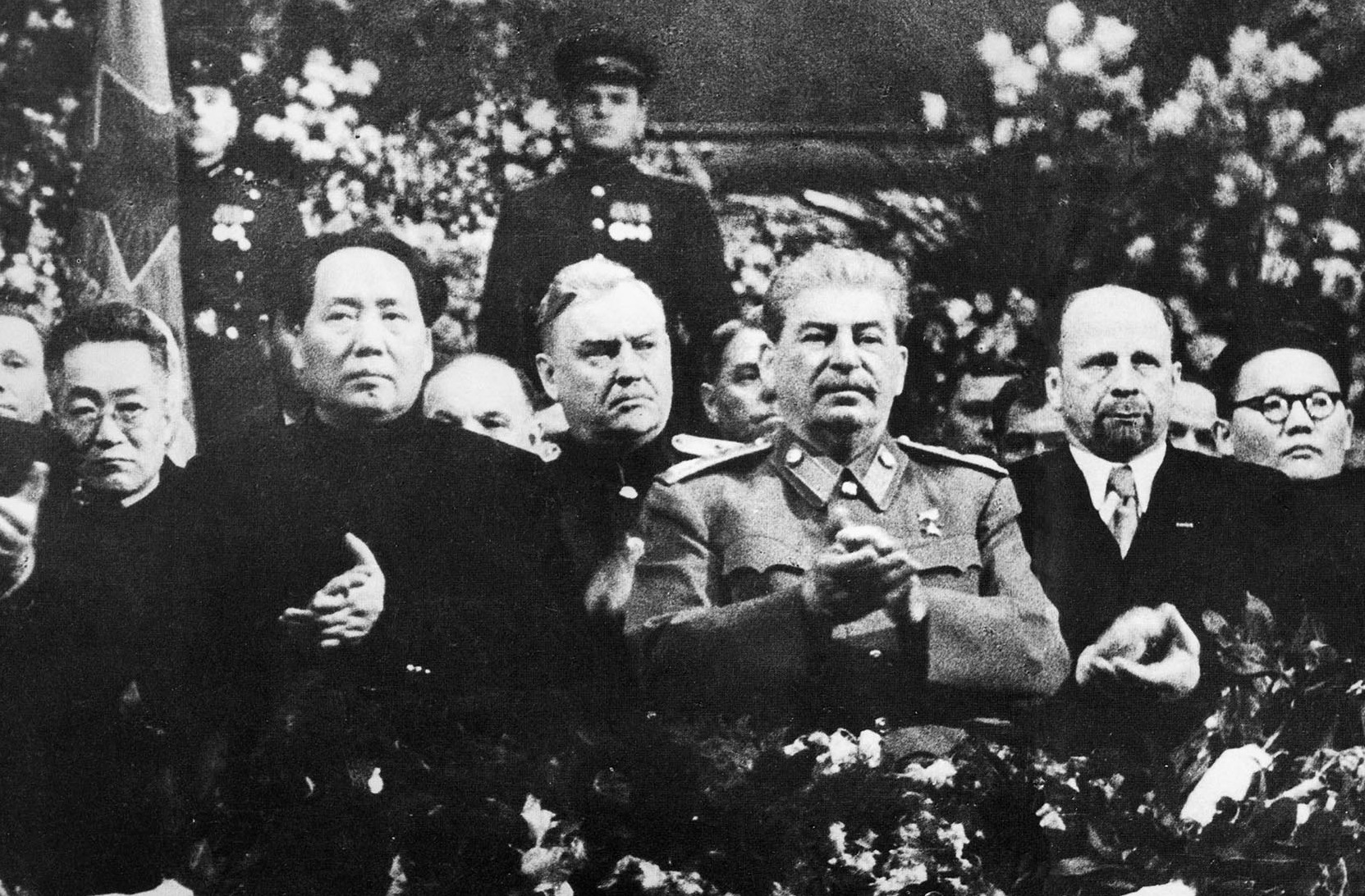
Mao Zedong, Stalin y Walter Ulbricht, durante la celebración en Moscú del 70.º cumpleaños del mandatario soviético, en diciembre de 1949.

En Asia, el Ejército Rojo invadió Manchuria en el último mes de la guerra y también tomó el control de Corea hasta el Paralelo 38. En China, Mao Zedong, del Partido Comunista de China, receptivo a recibir el apoyo soviético, derrotó al prooccidental y proestadounidense Partido Nacionalista Chino en la guerra civil china.
Los comunistas controlaban la mayor parte de China, mientras que los nacionalistas se refugiaron creando un pequeño estado en la isla de Formosa (actualmente Taiwán). La Unión Soviética reconoció pronto las «hazañas» de Mao poco después de la fundación de la República Popular de China, que es considerada como un nuevo aliado. La República Popular reivindicó Taiwán, a pesar de que nunca ha celebrado su autoridad en la isla.
Las relaciones diplomáticas con China alcanzaron un punto culminante con la firma del Tratado Chino-Soviético de Amistad y Alianza en 1950. Ambos países proporcionaron apoyo militar a un nuevo Estado en Corea del Norte. En 1950, después de varios conflictos fronterizos, estalló la guerra entre el nuevo estado y Corea del Sur y los Estados Unidos y sus aliados, comenzando la guerra de Corea.
En Europa existían zonas de ocupación soviética, tanto en Alemania como en Austria. Hungría y Polonia estaban prácticamente ocupadas militarmente. Desde 1946 a 1948 fueron elegidos en Polonia, Checoslovaquia, Hungría, Rumania y Bulgaria gobiernos de coalición integrados por comunistas, así también los movimientos comunistas accedieron al poder en Yugoslavia y Albania.
Estas naciones se conocieron como el bloque del Este o Bloque Comunista. Reino Unido y los Estados Unidos apoyaron la lucha contra los comunistas en la guerra civil griega y los soviéticos, sospechosos de apoyar a los comunistas griegos, aunque Stalin se abstuvo de involucrarse en Grecia. Albania siguió siendo un aliado de la Unión Soviética, pero Yugoslavia rompió con la Unión Soviética en 1948.
Ambas superpotencias vieron a Alemania como país clave. En represalia a la formación de la trizona occidental, Stalin decidió tomar medidas.
Gracias a la información del agente británico Donald Maclean y otros agentes de espionaje británicos y estadounidenses, Stalin era perfectamente conocedor de que los Estados Unidos no había procedido a la producción masiva de armas atómicas, de hecho, ni siquiera habían producido ninguna desde Nagasaki. Un gran número habría sido necesario para destruir a las fuerzas comunistas, ya fuera en Europa o el Extremo Oriente. Por lo tanto, ordenó el bloqueo de las zonas de Berlín bajo control occidental, gestionadas por británicos, franceses y estadounidenses.
El bloqueo de Berlín fracasó debido a la masiva campaña de reabastecimiento aéreo, denominado Berliner Luftbrücke, llevado a cabo por las potencias occidentales. En 1949, Stalin reconoció la derrota y puso fin al bloqueo. Después de la formación de Alemania Occidental por la unión de las tres zonas occidentales de ocupación, los soviéticos declararon en 1949 Alemania Oriental país independiente, bajo un gobierno comunista.
Stalin originalmente apoyó la creación de Israel en 1948. La Unión Soviética fue uno de los primeros países en reconocer el nuevo país. Golda Meir llegó a Moscú como primer embajador de Israel en la Unión Soviética ese mismo año. Más tarde, cambió de opinión, oponiéndose a Israel y ordenando la disolución del Comité Judío Antifascista varios de cuyos miembros fueron luego detenidos y ejecutados durante la llamada «noche de los Poetas Asesinados».
En los últimos años de vida de Stalin, una de sus últimas grandes iniciativas de política exterior fue la nota de Stalin de 1952 para la reunificación alemana y la no intervención de las superpotencias en Europa central, pero el Reino Unido, Francia y los Estados Unidos sospecharon de la propuesta y rechazaron la oferta.

## Últimos meses y muerte
A partir de 1950, la salud de Stalin, de 72 años de edad, empezó a desmejorar. Su memoria fallaba, se agotaba fácilmente y su estado general empeoró. Vladímir Vinográdov, su médico personal, le diagnosticó una hipertensión aguda. Vinográdov propuso un tratamiento a base de medicamentos o inyecciones y recomendó a Stalin que abandonase o al menos redujese sus funciones en el Gobierno.
En octubre de 1952 se celebró el XIX Congreso del PCUS. En él, Stalin insinuó sus deseos no belicistas y no intervencionistas en el resto del mundo, tal y como ya habría publicado en su anterior nota. Sin embargo, Malenkov hizo un discurso oficial en el cual reafirmaba que para la Unión Soviética era vital estar presente en todos los conflictos internacionales apoyando las revoluciones socialistas. Por primera vez en muchos años, el Congreso apoyó las intenciones de Malenkov y no las de Stalin. Jean Paul Sartre afirma que Stalin, sin alterarse, clausuró el Congreso con un breve discurso cuyo epílogo fue: «¡Abajo los fomentadores de la guerra!»
Si bien este revés político era demasiado modesto como para amenazar su poder, tras el XIX Congreso, Stalin tomó la determinación de reanudar las purgas. Su paranoia, adormecida tras la Segunda Guerra Mundial, aumentó tras recibir una carta de la doctora Lidia Timashuk, una especialista del Policlínico del Kremlin. En esta misiva, la doctora Timashuk acusaba a Vinográdov y a otros ocho médicos de origen judío de estar recetando tratamientos inadecuados a altos mandos del Partido y del Ejército, a fin de acabar con sus vidas. Sin esperar a recibir ninguna otra prueba, Stalin ordenó el arresto de los nueve médicos y aprobó que fuesen torturados hasta confesar. Dos de los acusados fallecieron durante los interrogatorios y los siete supervivientes acabaron firmando el texto que sus interrogadores pusieron sobre la mesa. Además, Stalin hizo publicar en el diario Pravda que los servicios de seguridad habían estado «torpes» en descubrir lo que bautizó como el «complot de los médicos», y que había sido él mismo quien lo había desactivado.
Stalin multiplicó en estas fechas sus apariciones en público, visitaba las sedes del partido, hablaba con responsables de los distintos departamentos y nunca dejaba traslucir sus pensamientos. A finales de enero de 1953, su secretario privado desapareció sin dejar rastro. Poco después, el 15 de febrero, el jefe de sus guardaespaldas fue ejecutado sumariamente en lo que se dijo había sido una «muerte prematura». Este comportamiento aterrorizó a los miembros del Politburó, sobre todo a los más veteranos, que quedaron convencidos de que una nueva purga estaba ya en marcha. A partir de aquí, existen dos versiones sobre la muerte de Stalin.
La primera de ellas, versión oficial y hasta ahora la más verosímil, relata que, la noche del sábado 28 de febrero de 1953, Stalin celebró una reunión en su dacha de Kúntsevo con su círculo interno, formado por Beria, Malenkov, Nikita Jrushchov y Nikolái Bulganin. En dicho encuentro, los cinco hombres vieron una película y después disfrutaron de una tardía cena. Los invitados se retiraron a las cuatro de la madrugada, cuando Stalin se fue a dormir.

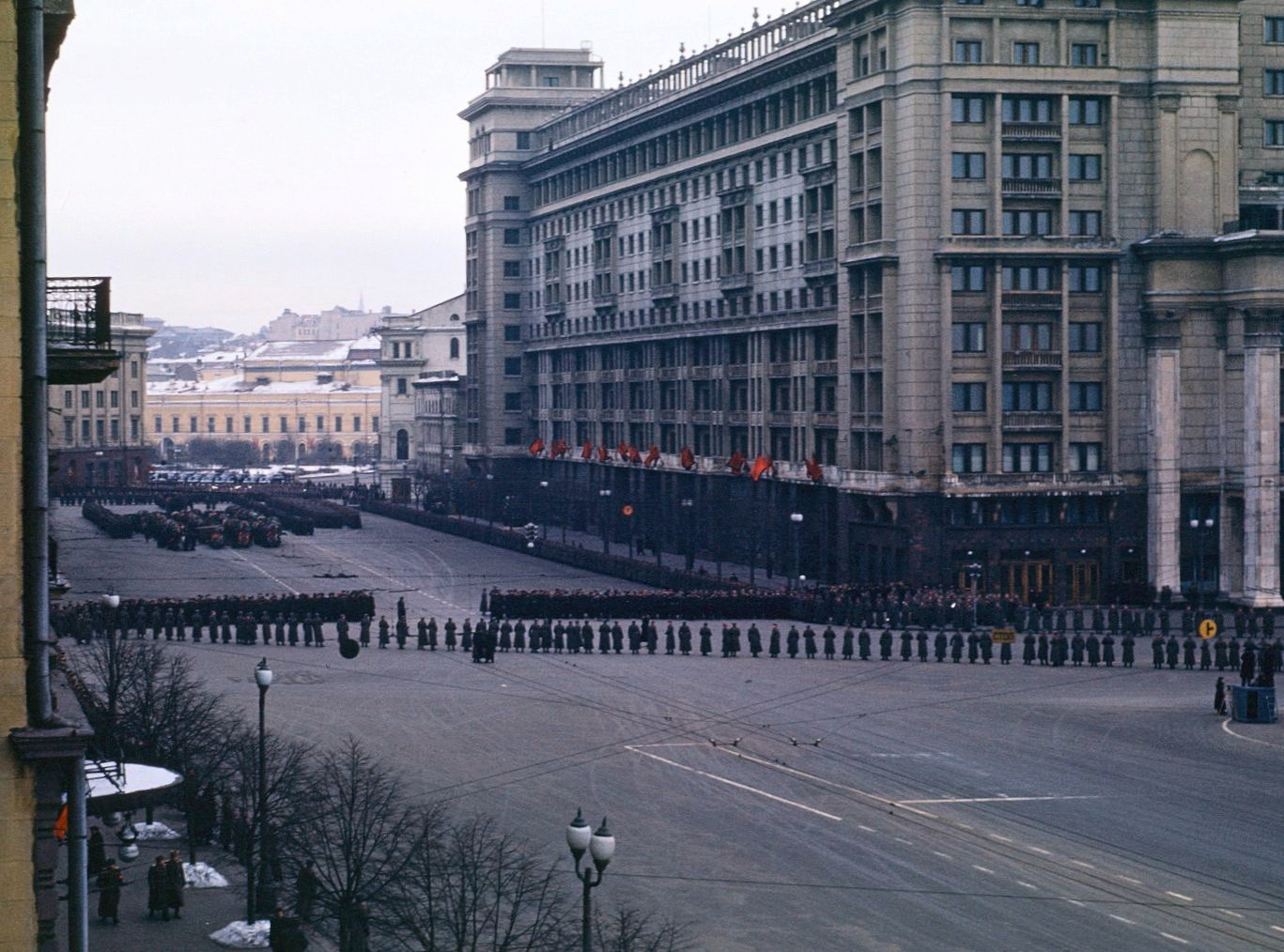
Funeral de Estado de Stalin, el 9 de marzo de 1953 en Moscú.

La otra versión, defendida por historiadores como Iliá Erenburg y Víktor Aleksándrov, indica que esta reunión no tuvo nada de amistosa. A ella habrían sido invitados también Lázar Kaganóvich y Voroshílov, que se habrían enzarzado en una discusión con Stalin, exigiéndole la liberación de los médicos. Supuestamente, Stalin respondió gritándoles que eran unos traidores. Los dos miembros del Politburó habrían roto entonces sus carnés del partido y Stalin, fuera de sí, habría abandonado la reunión para encerrarse en su dormitorio.
Sea como fuere, la realidad es que al día siguiente Stalin no salió de su cuarto y no llamó ni a los criados ni a los guardias. Nadie se atrevió a entrar en su habitación hasta que, sobre las diez de la noche del domingo 1 de marzo, su mayordomo abrió la puerta y lo encontró tendido en el suelo, vestido con la ropa que llevaba la noche anterior y sin apenas poder hablar. Se llamó a los miembros del Politburó, que lentamente fueron acudiendo a la dacha de Stalin, pero nadie llamó a un médico. Finalmente, pasadas veinticuatro horas, Beria hizo venir a algunos doctores que dictaminaron que Stalin había sufrido un ataque cerebrovascular y había caído fulminado.
La agonía de Stalin se alargó varios días más. En ocasiones abría los ojos y miraba furibundamente a quienes lo rodeaban. Se cuenta que en esos momentos Beria le cogía de la mano y le suplicaba que se recuperase, pero cuando volvía a desvanecerse lo insultaba y le deseaba una dolorosa muerte. El día 4 aparentó una súbita mejoría y una enfermera comenzó a darle de beber leche con una cuchara, lo que hizo que el enfermo señalase un cuadro que había sobre la cabecera de su cama, donde una niña daba leche a una oveja. En ese momento, sufrió un nuevo ataque y entró en coma. Los médicos que atendían a Stalin le practicaron reanimación cardiopulmonar en las diversas ocasiones en que se le detuvo el corazón, hasta que finalmente a las 22:10 del día 5 de marzo no consiguieron reanimarlo. Según algunos testigos, [¿quién?] los enfermeros siguieron esforzándose hasta que un lacónico Jrushchov dijo: «Basta, por favor… ¿No ves que está muerto?».
Andréi Gromyko, ministro de asuntos exteriores de la Unión Soviética entre 1957 y 1985, relató en sus memorias publicadas en 1989 sobre la muerte de Stalin:

Poco después de la muerte de Stalin, me encontraba en el despacho de Mólotov y me habló de los últimos momentos de Stalin. «Al enterarse de que Stalin no se encontraba bien, fueron a verle los miembros del Politburó. Lo cierto es que estaba muy grave. Un día, durante su enfermedad, estábamos junto a su lecho Malenkov, Jruschov, yo mismo y otros miembros del Politburó. Stalin, tan pronto se sumía en la semiinconsciencia como se recuperaba, pero ya no podía hablar. En un momento dado —prosiguió Mólotov — recobró la consciencia y abrió los ojos a medias. Al ver rostros conocidos señaló lentamente hacia la pared. Todos miramos hacia donde había señalado. En la pared había una fotografía de una niña dándole leche a un cordero con un cuerno. Con el mismo movimiento lento de su dedo, Stalin señaló hacia sí. Fue lo último que hizo. Cerró los ojos y ya no los volvió a abrir más. Los presentes lo tomaron como un ejemplo típico del ingenio de Stalin: el hombre moribundo se comparaba a sí mismo con un cordero. Jruschov describió los últimos momentos de Stalin prácticamente con las mismas palabras.
Andréi Gromyko, Memorias (1988) pp. 129-130

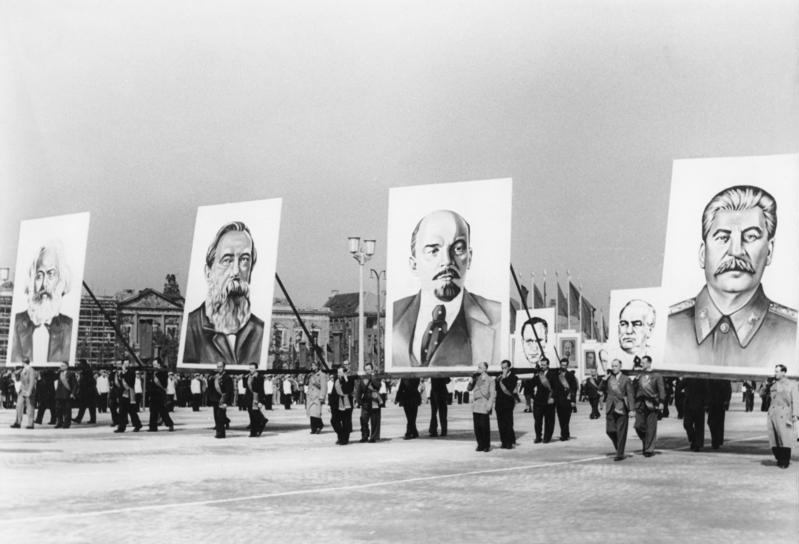
La mañana del 1 de mayo de 1953 en Berlín.

Muchos años después de la caída de la Unión Soviética se han vuelto a estudiar las circunstancias que rodearon la muerte de Stalin. No faltan autores, como el historiador ruso Vladímir P. Naúmov o Jonathan Brent (catedrático de Historia en Yale), que afirman que fue envenenado por Beria, quien al poco de su muerte llegó a decir ante el Politburó: «Yo lo maté, lo maté y os salvé a todos», según relata el propio Nikita Jrushchov en sus memorias. Sin embargo, esta tesis nunca ha sido demostrada ni reconocida, como tampoco la del posible enfrentamiento final entre Stalin y el Politburó. De este modo, la causa oficial de su muerte sigue siendo un ataque cerebrovascular provocada por su hipertensión.
El cuerpo embalsamado de Iósif Stalin permaneció junto al de Lenin en el mausoleo de este desde su muerte en 1953 hasta el 31 de octubre de 1961, cuando fue retirado durante la campaña de desestalinización promovida por Nikita Jruschov y enterrado en la parte exterior de la necrópolis de la Muralla del Kremlin, detrás del mausoleo. Su tumba se encuentra entre las de Súslov y Mijaíl Kalinin. La estatua que la corona es de un blanco algo más claro que la del resto de líderes del mausoleo y por su ubicación resulta visible la parte de la plaza Roja más próxima a la catedral de San Basilio.[cita requerida]

## Familia

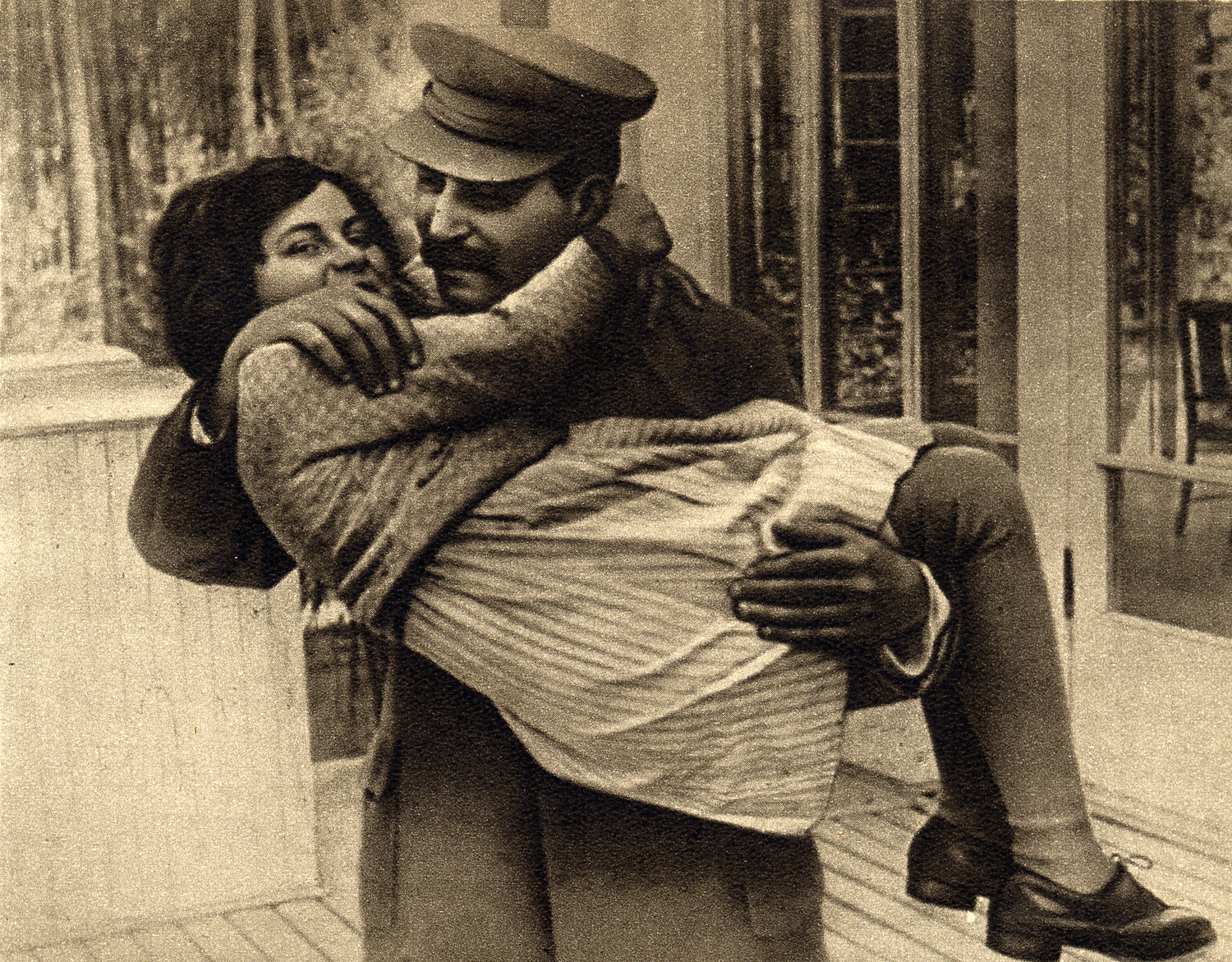
Stalin con su hija Svetlana en 1935. Svetlana huyó a Estados Unidos en 1967 y murió en Wisconsin en 2011

La primera mujer de Stalin, Yekaterina Svanidze, murió en 1907, solo cuatro años después de su matrimonio. Tuvieron un hijo, Yákov Dzhugashvili, con el que Stalin no tuvo contacto desde la muerte de su madre.
Yákov intentó suicidarse disparándose, pero sin éxito, y sufriendo graves heridas. Montefiore afirma que en ocasión de esto Stalin comentó: «Ni siquiera puede dispararse bien». Yákov formó parte del Ejército Rojo y fue capturado por las tropas alemanas durante la Segunda Guerra Mundial. Alemania ofreció a Stalin intercambiarlo por el general alemán Friedrich Paulus, rendido en Stalingrado, pero el dirigente soviético no accedió, arguyendo que la Unión Soviética no canjeaba soldados por mariscales de campo. Yákov murió oficialmente abatido en una valla por los guardias que custodiaban el campo de concentración, intentando escapar. Algunas personas afirman que corrió hacia la valla para que los guardas lo matasen, pero esto no ha sido comprobado.[cita requerida]
Su segunda mujer fue Nadezhda Allilúyeva, fallecida en 1932. La causa oficial de su muerte fue una grave enfermedad, pero es posible que se suicidase disparándose tras una discusión con Stalin. Juntos tuvieron un hijo, Vasili, y una hija, Svetlana. Vasili consiguió rangos militares en la Fuerza Aérea Soviética, muriendo a causa del alcohol en 1962. Svetlana abandonó la Unión Soviética en 1967 y murió en 2011 en los Estados Unidos de América.
La madre de Stalin, a cuyo funeral no asistió él, murió en 1937. Se afirma que Stalin guardaba rencor a su madre por haberlo obligado a ingresar en el seminario.

## Legado
El historiador Robert Conquest considera que Stalin fue «probablemente la persona que más influyó en el curso del siglo XX». Robert Service lo calificó como «uno de los políticos más destacados del siglo XX». Simon Sebag Montefiore lo describe como una «excepcional combinación: intelectual y asesino», un hombre que fue «el político definitivo» y «el más esquivo y fascinante titán del siglo XX». De acuerdo con el historiador Kevin McDermott, las interpretaciones de Stalin van «desde las serviles y adulatorias hasta las vitriólicas y condenatorias». Para la mayoría de los occidentales, así como para los rusos anticomunistas, es visto mayoritariamente de forma negativa como un asesino en masa; para un número significativo de rusos y georgianos, se trata de un gran hombre de estado.

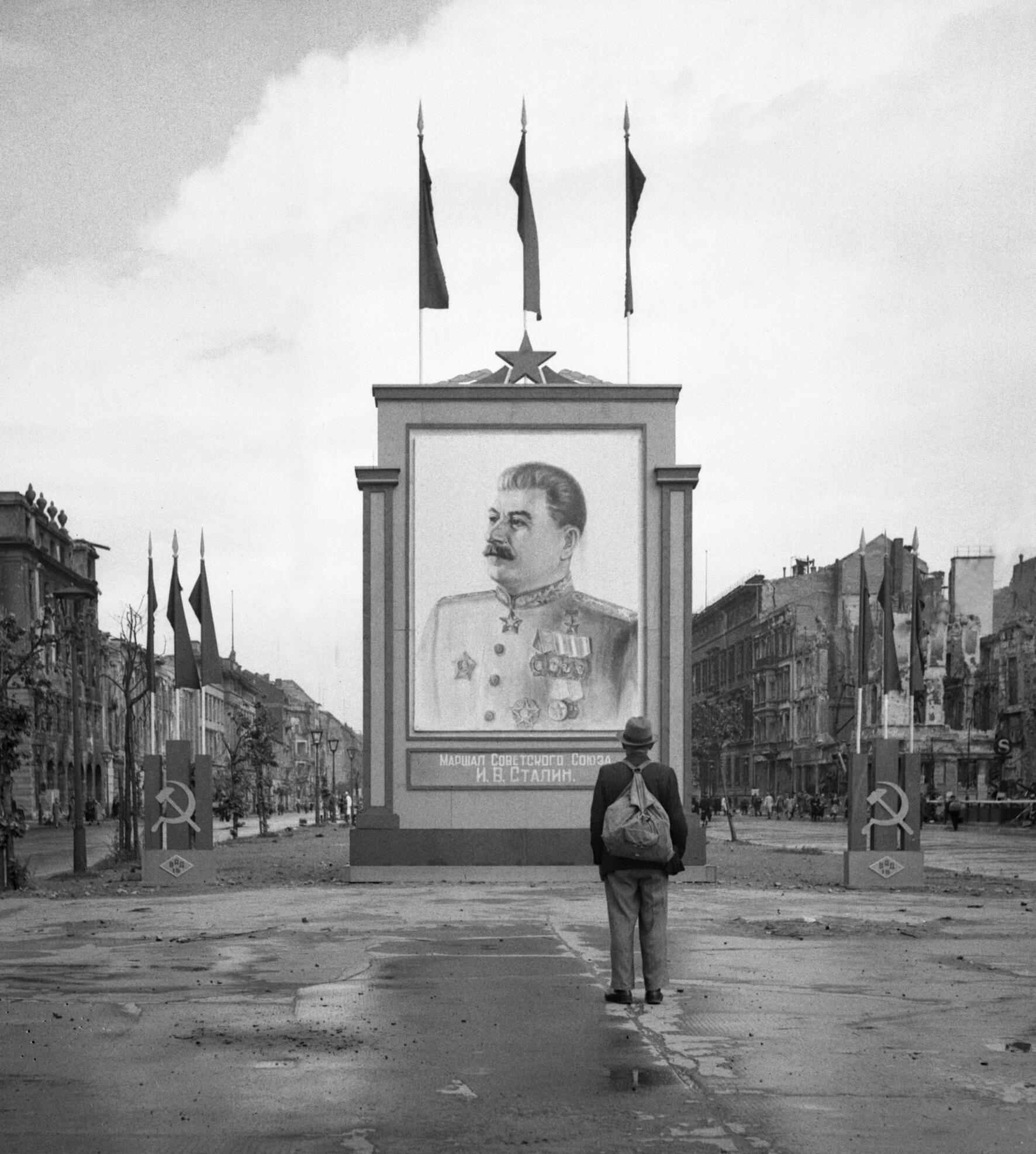
Cartel de Stalin en Unter den Linden en Berlín en 1945

Stalin fortaleció y estabilizó la Unión Soviética. Service sugería que sin el liderazgo de Stalin la Unión Soviética se podría haber colapsado mucho antes de 1991. Al momento de su muerte, el país había sido transformado en una potencia mundial y un coloso industrial, con una población alfabetizada. Según Service, la Unión Soviética de Stalin podía afirmar «logros impresionantes» en términos de urbanización, fuerza militar, educación y orgullo soviético. Aunque millones de ciudadanos soviéticos le despreciaban, su apoyo seguía siendo amplio en la sociedad soviética. La Unión Soviética de Stalin ha sido caracterizada como totalitaria. Varias biografías le describen como un dictador y un autócrata.

### En la Unión Soviética y países sucesores

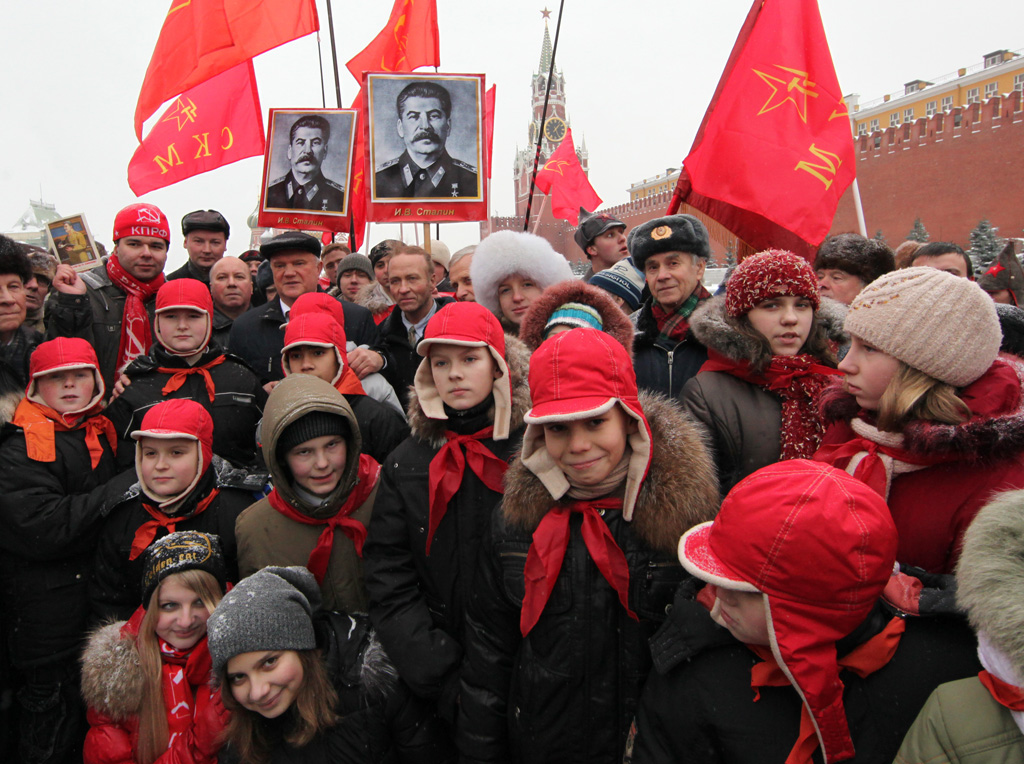
Marxista-leninistas colocando coronas de flores en la tumba de Stalin en 2009

Después del fallecimiento de Stalin, el nuevo secretario general del PCUS, Nikita Jruschov, inició un proceso por el cual se denunció el eufemístico «culto a la personalidad» en referencia al conocido actualmente como el culto a Stalin. Esto dio inicio al proceso político conocido como desestalinización, por el cual se denunciaron los crímenes cometidos por Stalin en contra del Estado soviético y el Partido Comunista. Su punto culminante sucedió durante el XX Congreso del PCUS en 1956, en el cual Jruschov pronunció al cierre del mismo, el conocido Discurso secreto.[cita requerida]
El proceso de desestalinización de Jruschov acabó cuando fue sucedido como presidente por Leonid Brézhnev en 1964; este introdujo cierto nivel de re-estalinización en la Unión Soviética. En 1969 y 1979 se propusieron planes para la completa rehabilitación del legado de Stalin, pero ambas fueron rechazadas por quejas tanto internas como de partidos comunistas extranjeros. Mijaíl Gorbachov vio la denuncia total de Stalin como necesaria para la regeneración de la sociedad soviética. Tras la caída de la Unión Soviética en 1991, el primer presidente de la nueva Federación de Rusia, Borís Yeltsin, mantuvo la denuncia a Stalin y añadió la denuncia a Lenin. Su sucesor, Vladímir Putin, no buscó rehabilitar a Stalin pero puso énfasis en celebrar los logros soviéticos bajo la dirección de Stalin en lugar de la represión.
En encuestas realizadas entre 2003 y 2006, al menos un cuarto de los rusos votarían a Stalin seguro o probablemente, mientras que menos del 40 % estarían seguros de no votarle. En 2008, en el programa de televisión Name of Russia, Stalin fue votado como la tercera personalidad más notable de la historia rusa. Una encuesta de 2017 concluía que la popularidad de Stalin alcanzó, entre la población rusa, su punto más alto en 16 años, con un 46 % expresando una visión favorable.

### Número de víctimas
Los primeros investigadores en intentar contar la cantidad de personas que murieron a causa del régimen de Stalin se vieron obligados a recurrir en gran medida a las pruebas anecdóticas. Sus estimaciones variaban de 3 millones a algo más de 50. Después de la disolución de la Unión Soviética en 1991, las evidencias de los archivos soviéticos se hicieron disponibles. De acuerdo con los registros, alrededor de 800 000 presos fueron ejecutados por el régimen de Stalin por delitos políticos o penales, mientras que alrededor de 1,7 millones murieron en los campos de trabajo del Gulag y unos 390 000 perecieron durante reasentamientos forzosos, un total de alrededor de tres millones de víctimas.[cita requerida] Según ciertas fuentes, durante el mandato de Stalin cerca de cinco millones de personas fueron encarceladas u obligadas a trabajos forzados, un millón habían sido ejecutados y dos millones perecieron en trabajos forzados.

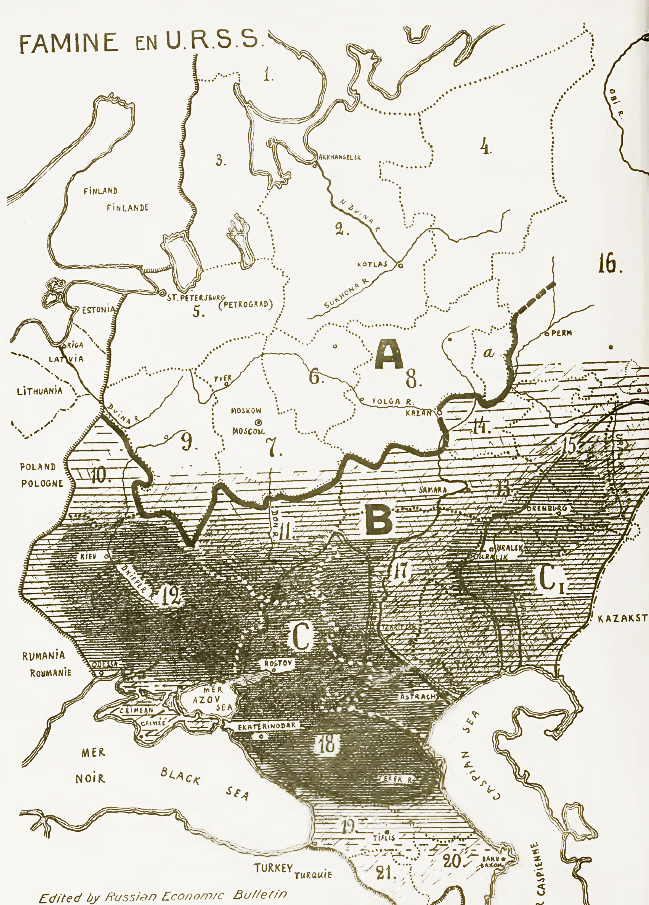
Hambruna soviética de 1932-1933

El debate continúa, sin embargo, puesto que algunos historiadores creen que el archivo contiene cifras poco fiables. Por ejemplo, sostiene Gellately que los muchos sospechosos torturados hasta la muerte mientras estaban en «custodia de investigación» es probable que no se hayan contado entre los ejecutados. Asimismo, existen categorías de víctimas que no fueron registradas de forma correcta por los soviéticos, como las víctimas de las deportaciones étnicas, o transferencias de población alemana después de la Segunda Guerra Mundial.
Entre 1919 y mediados de los años 1950, fueron deportadas más de seis millones de personas, casi el doble que los ciudadanos soviéticos deportados por el Tercer Reich durante la Gran Guerra Patria para realizar trabajos forzados. De estos, un millón a un millón y medio habrían muerto directamente a causa del traslado.
Particularmente afectados serán los kuláks y los alemanes del Volga —aunque las deportaciones de germanos étnicos en Rusia databan desde 1914—. Alcanzaran su apogeo entre los años 1930 y finales de los 1940 —durante la guerra con los alemanes será deportado un tercio del total—. Las zonas de «acogida» preferidas serán las inhóspitas, despobladas y aisladas Siberia y Asia Central soviética. Entre los grupos étnicos, sociales y religiosos deportados hay hordas de cosacos (del Amur, Astracán, Azov, Mar Negro, Bug Meridional, Don, Kubán, Oremburgo, Semirechye, Térek, Transbaikal, Ural y Ussuri), «elementos socialmente peligrosos», kuláks, campesinos en general, kazajos nómades, alemanes —no todos del Volga—, polacos —incluidos refugiados desde 1940—, fineses de Ingria, kurdos, coreanos, chinos, japoneses, rusos de Harbin, judíos persas, azeríes, persas, asirios, noruegos, suecos, rumanos, griegos de Crimea (pondios), tártaros de Crimea, karacháis, calmucos, chechenos, ingusetios, balkarios, cabardinos, turcos meskh, hamshenis, karapapakos, lazes, armenios, basmachís, búlgaros de Crimea, armenios musulmanes de Georgia (khemshin), miembros de la Verdadera Iglesia Ortodoxa, testigos de Jehová y supuestos nacionalistas lituanos, moldavos, letones, estonios, bielorrusos, ucranianos.
Así, mientras que algunos investigadores han estimado el número de víctimas de las represiones de Stalin en un total de cuatro millones más o menos, otros creen que el número es considerablemente superior. El escritor ruso Vadim Erlikman, por ejemplo, hace las siguientes estimaciones: ejecuciones, 1,5 millones; Gulag, 5 millones; deportaciones, 1,7 millones a 7,5 millones de deportados, y prisioneros de guerra y civiles alemanes, 1 millón, lo que hace un total de alrededor de 9 millones de víctimas de la represión.

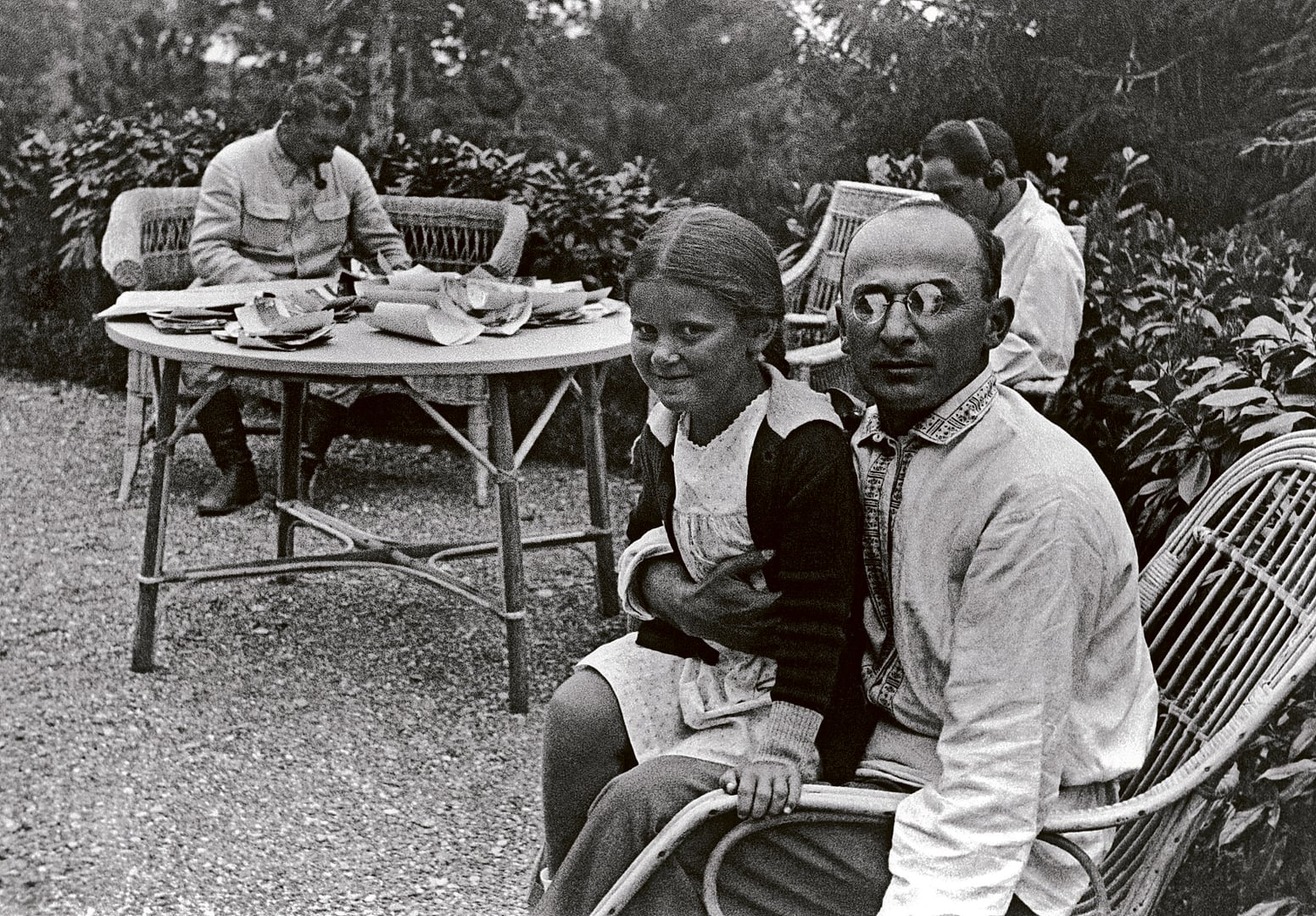
Lavrenti Beria y Stalin

Algunos también han incluido los seis a ocho millones de víctimas de la hambruna 1932-1933 como víctimas de la represión. Esta clasificación es controvertida sin embargo, ya que los historiadores difieren en cuanto a si la hambruna era una deliberada parte de la campaña de represión contra los kuláks, o simplemente un consecuencia no deseada de la lucha por la colectivización forzada.
Hay autores para los que un mínimo de alrededor de 10 millones de muertos —cuatro millones por la represión y seis por el hambre— son atribuibles al régimen; algunos libros de reciente publicación sugieren un probable total de alrededor de 20 millones. Por ejemplo, agregar 6-8 millones de víctimas de la hambruna según Erlikman por encima de las estimaciones de muertes directas, daría un total de entre 15 y 20 millones de víctimas. El investigador Robert Conquest, mientras tanto, ha revisado su estimación inicial de hasta 30 millones de víctimas a 20 millones. Otros siguen considerando que sus anteriores estimaciones, mucho más altas, son correctas. Todas estas estimaciones se ven contrastadas con la Demografía de Rusia, siendo la de la Segunda Guerra Mundial la única caída con semejantes cifras.

## Pensamiento

### Cuestión nacional
Stalin era considerado entre los bolcheviques como un experto en la cuestión nacional. En 1913 publicó su artículo «El marxismo y la cuestión nacional» en el que desarrolla su teoría marxista sobre la nación, en oposición a las teorías nacionales que defendían los bundistas y mencheviques. Él desarrolla el concepto de nación que resume de la siguiente forma:

Nación es una comunidad humana estable, históricamente formada y surgida sobre la base de la comunidad de idioma, de territorio, de vida económica y de psicología, manifestada esta en la comunidad de cultura.
El marxismo y la cuestión nacional, Stalin, 1913

Para Stalin, una nación lo es al cumplir todos y cada uno de estos rasgos:[cita requerida]
- Está «históricamente formada», en contraposición a comunidades raciales o tribales.
- Es una «comunidad estable», no un mero conglomerado contingente.
- Es una «comunidad de idioma». Es decir, tiene un idioma común.
- Es una «comunidad de territorio».
- Es una «comunidad de la vida económica».
- Es una «comunidad de psicología» reflejada en una cultura común.

Esta definición se contrapone a la visión de Otto Bauer, apoyada por los bundistas, en la que una nación puede constituirse únicamente mediante el «carácter nacional», lo que Stalin llama «comunidad de psicología», siendo especialmente relevante el caso de los judíos. Por otro lado, para Stalin el Imperio austrohúngaro o el Imperio ruso tampoco eran naciones.
El movimiento nacional es siempre, según Stalin, una lucha entre las clases burguesas de la nación dominante y la nación oprimida. Sin embargo, el proletariado de las naciones oprimidas está igualmente afectado por la represión de la nación dominante y debe luchar contra la opresión de las naciones y proclamar el derecho de autodeterminación. Stalin puntualiza que este derecho de autodeterminación debe ser en beneficio de la mayoría de la nación. Es decir, de las clases trabajadoras.

## Obras
Stalin tuvo una producción escrita desde sus inicios revolucionarios, aquí se consignan solo los más importantes:
- ¿Anarquismo o socialismo? (1907)
- El marxismo y la cuestión nacional (1913)
- Los fundamentos del leninismo (1924)
- ¿Trotskismo o leninismo? (1924)
- Revolución de Octubre y la táctica de los comunistas rusos (1924)
- Cuestiones del leninismo (1926)
- Acerca de las tres consignas fundamentales del Partido sobre la cuestión campesina (1927)
- Sobre la consigna de dictadura del proletariado y de los campesinos pobres en el periodo de la preparación de octubre (1927)
- El carácter internacional de la Revolución de Octubre (1927)
- Lenin y la cuestión de la alianza con el campesino medio (1928)
- Sobre el peligro de derecha en el PC(b) de la URSS (1928)
- Sobre algunas cuestiones de la historia del bolchevismo (1931)
- Entrevista con el escritor inglés H. G. Wells (1934)
- Sobre el proyecto de constitución de la URSS (1936)
- Sobre el materialismo dialéctico y el materialismo histórico (1938)
- Historia del Partido Comunista (bolchevique) de la Unión Soviética (1939)
- Discurso en la sesión del Politburó del CC del PC de toda la Unión (B) (1939)
- El marxismo y los problemas de la lingüística (1950)
- Problemas económicos del socialismo en la URSS (1952)